# 仮面ライダーアギト
『仮面ライダーアギト』（かめんライダーアギト、欧文表記:MASKED RIDER AGITΩ）は、2001年1月28日から2002年1月27日まで、テレビ朝日系列で毎週日曜8時00分から8時30分（JST）に全51話が放映された、東映制作の特撮テレビドラマ作品、および作中で主人公が変身するヒーローの名称。キャッチコピーは「目覚めろ、その魂」。
本作品の放送期間中より、番組の最後に「このドラマはフィクションです」とテロップ表記されるようになった。

## 概要
仮面ライダー30周年記念番組であり、同時に平成仮面ライダーシリーズ第2作目として、シリーズの基礎を固めた作品でもある。第2作目ということで、作中には昭和仮面ライダーシリーズの第2作目である『仮面ライダーV3』のオマージュともいえる描写が存在する。
本作品では3人の仮面ライダーが当初から登場する。以前の作品にも複数の仮面ライダーが作品中に登場するケースはあったが、複数が同時に主役級で扱われた例はなく、この試みは以降のシリーズにも影響を与えている。『クウガ』同様、劇中で仮面ライダーという言葉が登場することはなかった。
作品中では「謎」という形で多くの伏線が提示され、それらを紐解く鍵を見つけると同時に、再び新たな謎が現れる形でストーリーが展開する。また、2話持ちであったとしても、1話目を引っ張りで終わらせるのはもちろんだが、「話を完結させない」というのが鉄則であったことから、2話目も引っ張りで終わらせて、次へつなげる形となっている。このスタイルは、以降のシリーズでも継承されていくことになる。一方で、アクション面においても前作よりもその比重が高く、様式美的な要素を取り入れるなど、エンターテイメント性を重視した作品に仕上がっている。白倉は公式ホームページで第46話が実質的な最終回だと語っており、メインライターである井上敏樹も「最終回のつもりで書いた」としている。一方で、次番組『仮面ライダー龍騎』の制作の遅れに起因して、当初の予定より話数が追加される格好となった（詳細は仮面ライダー龍騎#設定・造形も参照）。

### 前作『仮面ライダークウガ』との関係
本作品は、未確認生命体第4号が未確認生命体を滅ぼしてから2年後を舞台としているが、前作『クウガ』の時間軸と本作品の時間軸は意図的に一致しないように制作されており、本作品はオンエアタイムと同様に2001年という設定となっている。また、未確認生命体という名称や仮面ライダーG3の外見以外に、前作を連想させる設定なども存在しない（詳しくは外部リンク・「時間軸の矛盾」についてを参照）。
前作におけるクウガの別称「未確認生命体第4号」は本作品でも使われているが、一方で「クウガ」や「グロンギ」という言葉やその姿は登場しない。プロデューサーの白倉伸一郎は、本作品の世界観は物語開始時点より2年前に『クウガ』のような出来事があったパラレルワールドとしている。クウガを共演させようというアイディアは企画中に存在していた。
アギト・ギルス・G3のデザインはいずれも『クウガ』のデザインを発展させたものである。
ストーリーコンセプトとしては、警察を重要な要素とすることや、怪人が人間を殺害する存在であることなどが受け継がれている。
後年の作品での扱い
2009年制作の『仮面ライダーディケイド』では、主人公・門矢士らが訪れた（『アギト』テレビシリーズとはまた別のパラレルワールドの）「アギトの世界」にグロンギが登場し、その世界ではG3・G3-Xは彼らに対する直接の防衛力として開発されたことが劇中で語られている。
2014年より『月刊ヒーローズ』で連載されている漫画『仮面ライダークウガ』（作画：横島一）には、本作品スタッフの井上敏樹と白倉伸一郎が参加しており、同作品では『クウガ』に『アギト』を関連付ける形で描かれている。
『S.I.C. HERO SAGA MASKED RIDER AGITΩ EDITION -PROJECT G1-』に登場したロードチェイサーは、ビートチェイサー（クウガのバイク）からガードチェイサー（G3のバイク）への発展途中に位置しているマシンと設定されている。

## あらすじ
“未確認生命体事件”の終息から2年の月日が流れたある日、沖縄県の与那国島海岸に人知を超えた謎の遺物・オーパーツが流れ着いた。
同時に各地において、人間には不可能な殺害方法を用いた猟奇的連続殺人事件が発生する。警視庁はこの事件の犯人を、かつての“未確認生命体”を超える新たなる脅威として「アンノウン」と命名し、未確認生命体対策班 (SAUL) に専属捜査を命じた。
この物語は3人の仮面ライダー、SAULに配属された若き特務刑事・氷川誠=G3、瀕死の重傷を克服した後に変容していく自らの肉体に恐怖を抱く大学生・葦原涼=ギルス、そして記憶喪失でありながらも本能の赴くままにアンノウンを倒していく家事手伝いの青年・津上翔一=アギト、の物語を交差させ、やがてひとつの巨大な流れへと昇華していく。
「あかつき号」の乗客の1人であった榊亜紀が家政婦として美杉家を訪れる。一方、警視庁ではアギト捕獲作戦が始動するが、亜紀がアンノウンに襲われた際に出現したギルスに対してアギト捕獲チームはギルスを猛攻撃したことでギルスは重傷を負いながらもその場から逃走する。
沢木哲也と接触したことで念動力が増大した亜紀は警察によって殺害されたと思い込んだ涼の復讐に走り、彼の生存を知るもアンノウンに殺害されてしまう。アギトによって亜紀が殺されたと思ったギルスはアギトを攻撃し、介入したG3がギルスの攻撃を受けて大破する。警視庁はG3の後継システムの開発に着手し、「V-1システム」と「G3-X」が競合し、最終的にG3-Xが採用される。
アギトは水のエルと対戦し、新たな姿であるバーニングフォームとなって、これに勝利する。一方、あかつき号の乗客の1人であった木野薫は自分以外のアギトを否定し、アナザーアギトとなって翔一や涼、真島浩二を攻撃する。しかし復活・進化を遂げたエクシードギルスに敗れて以降は翔一たちと共闘する。氷川もアギトたちの正体を知り、彼らと共闘する。
水のエル・強化体が出現し、4人のライダーは苦戦を強いられるが、アギトはシャイニングフォームに進化し、水のエルを倒す。
闇の力は翔一たちからアギトの力を奪い、翔一たちは窮地に陥るが、協力して抵抗しアギトの力を取り戻す。しかし、木野はこの戦いの末、絶命する。
その後、ライダーたちは残る風のエル、地のエルを倒す。
エルロードを全て倒された闇の力は、死期が間近に迫った沢木哲也と対面する。沢木から「人間の無限の可能性として人はアギトを受け入れるだろう」と告げられた闇の力は、改めて人間を見定めることを決意し姿を消す。
戦いが終わり、3人のライダーたちはそれぞれの新たな人生を歩むのだった。

## 登場人物
津上翔一については、アギトの津上翔一を通常表記、本来の津上翔一は太文字表記にて示す。

### 3人の仮面ライダー
津上 翔一（） / 仮面ライダーアギト
本作品の主人公で、「既に仮面ライダーである過去のない男」。年齢21歳、昭和55年4月1日生まれ。
2000年9月27日、記憶を失って倒れていたところを保護され、心理学者である美杉義彦の家に居候している。
変身ベルト・オルタリングの力によって仮面ライダーアギトに変身し、アンノウンに感応する能力を有している。自身がアギトであることは絶対の秘密にしているつもりはないが、あまりにも浮世離れした言動が多く、またアギトに変身すると基本的に掛け声以外発声せず、変身後は変身前の面影が全くと言っていいほどなくなるため、実際に変身あるいは変身解除の瞬間を目撃されない限り、アギトだと信じてもらえない。
穏和で脳天気かつ少々天然ボケ気味で気分屋でのんびり屋な性格であり、しばしば寒い駄洒落を言って周囲を呆れさせる。
普段は美杉家の庭の家庭菜園での野菜作りや美杉家の家事を一手に引き受けている。記憶喪失となる前は調理師学校に通っていたため、料理を特技としているが、周囲の人が食べたがらないような創作料理を作ることも多い。調理師学校時代の恩師である倉本によれば、「生徒の中では一番真面目だったが、発想はかなり奇抜だった」と語っている。また、魚の口に小指を入れるだけで活きの良さが判る特技を持つ。
しかし、考えていることがすぐに顔に出てしまうほど正直で、トランプやオセロといった駆け引きを要する勝負事は不得意である。また、自分の価値観でしか物事や人を見られないため、他人の自分にはない弱さを理解できず、他人から無神経と受け取られるような言動をとることもある。また、氷川や北條といった相性の合わない人間のペースを乱す独特の雰囲気を醸し出している。
初登場時より名乗っている「津上翔一」という名前は、発見時に所持していた封筒の差出人に由来しており、本名は「沢木哲也」である。しかし、本名を名乗った後も周囲の人々には「津上翔一」の名で呼ばれ続け、「津上翔一」として生きることになった。
最初のころは美杉家の人たちとのつながりを失ってしまうのを怖れていたのか、自分の失った記憶を取り戻すことに対して、やや気乗りしない様子を見せる。
終盤でかつての恩師である倉本に再会し、自分の特技を活かして彼のレストランの手伝いをすることとなる。そして1年後にはレストラン「AGITO」を開いている。

氷川 誠（） / 仮面ライダーG3
「仮面ライダーになろうとする現在に生きる男」。年齢23歳。香川県出身。
香川県警より警視庁に転籍し、未確認生命体対策班S.A.U.L.に転属された警部補。G3およびG3-Xの装着員として、突如として現れたアンノウンによる猟奇事件の捜査に当たる。
香川県警で巡査だった時、翔一たちが乗っていたフェリーボートあかつき号の遭難を目撃し、翔一以外の乗り合わせた乗客・乗員9名を1人で救助している。
常に生真面目で人を疑うことを知らない。無骨で極端に手先が不器用で、そのことにコンプレックスを抱いているが、アンノウンを相手に常にひるまず戦い抜く熱血漢としての一面も併せ持つ。
一方、尊敬する存在を美化しすぎてしまう傾向があり、北條の発言が嫌味だと気付くまでに時間がかかった。また、何度も自分の命を救ってくれた本物のアギトが尊敬するべき人物（木野）であると信じていたため、ちゃらんぽらんな翔一であるとは考えもせず、それを知った際には少なからずショックを受けていた。高校時代はテニスのインターハイで準優勝を果たしている。
物語序盤は敗戦が続くが、次第にアンノウンにとどめを決める場面も出てくる。最終回では、アギト・シャイニングフォームですら敗北寸前まで追い込んだ風のエルと地のエル2体を相手に戦う強さを見せている。
終盤において、何らかの原因で視界がぼやける症状を起こすが、再検査の結果で視神経に異常は見当たらず、闇の力との最初の対決から1か月後は目も完治し、詳細は不明のままに終わる。最終決戦から1年後に警視庁捜査一課に正式配属となり、そこで河野とともに働くようになる。

葦原 涼（） / 仮面ライダーギルス
「仮面ライダーになってしまった未来を失った男」。年齢20歳、1981年1月21日生まれ。
城北大学の学生で、初登場時は水泳部に所属している。無愛想で粗暴だが、性根は優しい性格であり、特に真魚には後述の件で恩義を感じており、彼女からの頼みは基本的に聞き入れている。また彼もアンノウンに感応する能力を有している。
バイク事故を機に、不完全な状態で潜在的に備わっていた能力が事故のショックで覚醒し、変身ベルト・メタファクターによって不完全なアギト＝ギルスに変身する。
その能力と変身後の「異形の姿」ゆえに水泳のコーチ・両野耕一や恋人の片平真由美に敬遠されたうえ、水泳選手の夢を断念して大学を中退し、長らく孤独な日々を過ごす。なぜか女運が非常に悪く、真由美だけでなく榊亜紀や水原リサといった親密になった女性とは、最終的に死別するという悲劇的な破局を迎えている。
劇場版では、街中でフォルミカ・ペデスに襲われるレイを助け、彼の頼みで紗綾香を助けるために行動する。
覚醒後は翔一＝アギトや氷川＝G3と何度も接触し、状況の誤解によって幾度も戦うが、やがて互いの境遇を理解して共に戦うようになる。
相良克彦に襲われて一度は命を落とすが、真魚の治癒再生能力によって蘇生する。その後、アナザーアギト＝木野のアサルトキックを喰らって瀕死の重傷を負うが、真島浩二の中で覚醒しつつあったアギトの力を授けられて回復、あわせてギルスでありながらアギトに匹敵するエクシードギルスとしてさらなる進化を遂げる。
幾度も関わった人物と悲しい別れを経験し、蘇生後も死線を彷徨う目に遭うが、苦境から決して逃げない。のちに、行きつけのバイク屋「都洋自動車」でのバイトを始め、普通の生活を送るようになる。
最終決戦後は自分に懐いた仔犬と共に、バイクに乗り旅立っていく。

### 津上翔一の関係者

#### 美杉家
風谷 真魚（）
3月10日生まれの17歳。緑ヶ丘学園に通う女子高校生。母親は生後まもなく病気で他界し、父の伸幸と2人で暮らしてきたが、2年前の自身の誕生日にその父を亡くした後、雑司が谷に住む叔父・義彦の家に身を寄せている。
強力なサイコメトリーの持ち主で、のちに沢木の手によって能力を成長させ、一度きりの強い治癒再生能力に覚醒して死亡した涼を蘇生させる。他にも透視能力や念動力を持つ。
劇場版では、予知能力を持つため、深海に拉致され、G4のESPシステムに利用される。また、翔一が戦いの最中に死亡することを予知する。
学業は常にサイコメトリー頼みで、能力にムラがあることからテストの成績は科目によって得意・不得意の差が目立つ。一時期までテニス部に所属しているが、人間関係のもつれから退部している。
翔一のことを「翔一君」と呼んでいる。翔一がアギトであることを最初に知り、翔一がアギトについて相談できる数少ない人物となる。常識をわきまえており、天然ボケ気味な性格の翔一に対して呆れながら突っこみを入れるのが日常である。また活動的であるため、のんびりした翔一の言動にイラつくこともしばしばである。太一いわく「抱え込む性格」らしいが、その態度や言動には内心が現れてしまうことが多く、周囲に対しては強い口調になってしまうことや拒絶のような態度を取ることすらある。しかし、重要な場面では常に翔一を応援し、彼の戦いを影で支えて気遣っている。
終盤にて、父・伸幸の死の真相について気付いた北條から、父を殺したのがアギトとなった雪菜であると語られた結果、動揺のあまりアギトである翔一を一時は拒絶してしまう。しかし、自分の行動が翔一にアギトの力を捨てさせることに繋げてしまい、さらには自身もアギトの力を秘めた存在であり、翔一たちの苦悩を知ったことで、アギトとして生きるべきか迷う翔一を激励。再びアギトとなって戦う決意をさせた。
美杉は「マナという言葉には、天からの恵みの食べ物という意味があるんだ」と、伸幸は旧約聖書に登場するマナにちなんで人々に恵みを与える人になってほしいから「真魚」という名前を付けたのではないかと語っている。

美杉 義彦（）
年齢45歳。真魚の叔父。城北大学心理学専攻の教授であり、自分の家に教え子を招くことがあるほか、氷川らアンノウン捜査関係者から協力依頼を受けることもある。
鷹揚な人柄だが、酒癖の悪さゆえに家には酒を置かせてもらえない。劇中に登場しない妻は教職のために海外へ出張中であり、現在は息子の太一のほか、姪の真魚2人して居候の翔一の4人で生活している。
超能力の存在については懐疑的で、翔一がアギトであることはラストまで知らずにいたが、実は過去に、義理の兄である伸幸から、超能力の実在や真魚が超能力の持ち主であること、そして超能力者から生まれるアギトの存在について聞かされていた。しかし、超能力の研究開発に没頭するあまり、人間が侵してはならない領域に踏み込んででも超能力開発実験によって自らの手で超人（アギト）を生み出そうとしていた彼の異様な執念に危険を覚え、否定的な態度をとっている。そのために、不可解な死を遂げた伸幸がアギトに覚醒した雪菜の暴走で殺され、それによって彼女が罪の意識から自殺し、さらには沢木も後を追い自殺してしまったという真相について薄々気づいていた。しかし、伸幸を殺してしまった雪菜も、彼の野心に振り回された「犠牲者」であったことを理解し、伸幸を止められなかったことに責任も感じていたため、真魚を傷つけずに守り続けるため、全てを忘れることを決意。超能力の存在を知りながらも、懐疑的な姿勢を貫いていた。終盤にて、警視庁の北條が伸幸の死の真相について気付き、それを真魚に語ったのを機に、自らの抱え込んでいた秘密を翔一に打ち明ける。
劇場版では、素性を明かさない紗綾香を、真魚に頼まれて居候させる。

美杉 太一（）
年齢10歳。小学4年生（後に5年生になる）の義彦の一人息子で、従姉の真魚や居候の翔一とは親しい。母親が家にいないことを寂しがっている様子はない。一方、榊亜紀のような母親の面影を感じさせたり、甘えさせてくれる大人の女性には滅法弱い。決して悪ガキではないが、生活面ではかなり翔一に依存しているにもかかわらず、呼び捨てなど生意気な態度を取っては父親によく怒られる。トマトや卵が嫌いなど、偏食が激しいが、後者に関しては亜紀が作った卵がゆのみは食べている。

#### 沢木哲也の関係者
風谷 伸幸（）
日政大学の比較宗教学教授を務める、真魚の父親で、義彦の義理の兄。享年45歳。真魚の生後まもなく妻が他界したため、男手ひとつで真魚を育てた。
真魚の回想では温厚な父親としてのイメージがあったが、科学者としては人としての一線を踏み越えることさえも辞さない狂的な一面がある。
超能力の開発に心血を注いでいたが、次第に人として超えてはならない領域に踏み入れるようになり、さらにはアギトの存在を知ったことで、自らの手で超人を生み出すという危険な野心を抱いていたが、それを聞かされた義弟の義彦からは否定的な態度をとられていた。
津上翔一（沢木哲也）の姉であり、前述の事故に関わった沢木雪菜を実験体にし、アギトに覚醒させることに成功したものの、1999年3月10日に力を制御できずに暴走した彼女のサイコキネシスによってその身を滅した。そのことで、雪菜や翔一、沢木にも不幸をもたらすことになる。また、自らの野心によって、雪菜や沢木が犠牲になった事実を知っていた義彦も、アギトや超能力を知りながらもそれを否定し続ける姿勢をとり、終盤までそのことを隠し通した。

沢木 哲也（）
年齢35歳、闇の力と唯一接点を持つ青年。彼から力を与えられ、真魚や榊亜紀らの能力を覚醒させたり、増幅したりしていた。
実は、翔一が持っていた封筒に描かれていた「津上 翔一」本人であり、 元々は伸幸の助手として香川県久我市の日政大学で超能力の実験を行っていた。恋仲だった雪菜の死後、後を追って自殺したものの、最初のアギトであった雪菜を殺害した「功績」を闇の力に認められ、その力を受けて蘇った。その後は永遠の命と引き換えに、闇の力とともにアギトを人類側から滅ぼす神の使徒として意を受けた。
第20話より闇の力から「人類が本来持ってはいけない力を解放する権威」の一部を授かるが、闇の力に背き、アギトを守るため、その力で人類のアギトの力を覚醒させるために使う道を選ぶ。自らを「かつてアギトを裏切った者、これからアギトを救う者、神を裏切った者」と名乗り、アギトは人間の可能性を否定する者と戦うために存在すると考えている。
終盤では、かつて自ら死を選んでしまった雪菜のように、アギトに覚醒しかけたことで自殺しようとした可奈を救おうとした翔一に手を貸し、「お前の手は人を守るための手だ！」と激励。アギトに変身して地のエルへ果敢に立ち向かう翔一の姿を、可奈と共に見届けた。
最期はアギトらに敗れて邸宅にやってきた闇の力の前で「人はアギトを受け入れるだろう」と言い残して、人間の可能性を信じながら闇の力に与えられた永遠の命が尽きて真の死を迎える。

沢木 雪菜（）
翔一の夢に出て来る女性。享年23歳。
実は翔一（本物の沢木哲也）の姉で、幼いころに両親を亡くし、それ以降は弟の哲也と二人で暮らしていたが、彼女も伸幸のゼミに参加する中で、超能力開発実験によってアギトの力に覚醒していたが、力を制御できずに伸幸を殺してしまい、力に耐え切れずに助けようとした津上翔一の手を振りほどいて自分も直後に自殺してしまうことになった。後に、その真相を知ったことで、翔一（哲也）と真魚の間に亀裂が走ってしまうことになり、アギトの力を恐れるようになった翔一が自らの意思で「闇の力」にアギトの力を渡してしまう事態に繋がっている。
津上翔一に宛てた手紙は自動筆記のように謎の文字が書かれており、その手紙の宛先であった津上翔一の元へ向かおうと哲也はあかつき号へと乗船した。

### 警視庁
小沢 澄子（）
年齢25歳、1977年生まれ。ニューヨーク出身。IQ180。G3システムの開発責任者にして、未確認生命体対策班の実働部隊G3運用チーム、通称《G3ユニット》の主任でもある。役職は管理官で、警視庁警備部所属の警部。
12歳でマサチューセッツ工科大学へ入学し、15歳で博士号を取得して博士課程を主席で修了、そして日本へ帰国後、城北大学を卒業した。美杉の教え子でもある。
氷川の実力と率直な人柄を高く評価し、常に強い信頼を寄せている。
前向きながらも大雑把で自信家かつ勝気な性格ゆえに、北條透を始めエリート気取りを敵に回してしまうことが多い。何でもズケズケとストレートな物言いをするように見えるが、「人に聞かれるとまずいような話はしない主義」と自身は語っている。彼女の最高傑作といえるG3-XやG4は装着者の負荷を無視したものだったが、装着員の生命を奪うG4は封印した。また、G3-Xの一件で、ライバルでありかつての師でもある高村教授に諭され、次第に他者を思いやる考えを持つようになる。
アギトに関しては、当初こそ不確定要素の多さから警戒していたのだが、後に彼の正体である津上翔一との関わりを経ていったことで、アギトもまた自分たちと変わらぬ人間であると認知している。そして、北條が自身と対照的にアンノウンよりもアギトを脅威と見なしG3ユニットを乗っ取った際は、上層部からのアンノウン防衛を目的とした兵器開発の要求を断固拒否。後に北條の見解も真っ向から否定し、「アギトは人類の可能性であり、それを否定すれば人類に未来は無い」という自らの信念と見解を、毅然とした意思で突きつけた。
最終決戦から1年後には警視庁を辞め、西ロンドンの大学で講師を務めている。
劇場版では、自身が封印したG4の設計図を盗み、G4を完成させた深海を糾弾する。劇場版のディレクターズカット版で、かつては美杉義彦の教え子だったことが判明しているが、学生を率いて授業をボイコットするなど、素行はあまり良くなかったようである。
焼肉と大ジョッキのビールが好物で、特に勤務中にもかかわらずビールを浴びるように飲み、周囲の声がわからなくなるほど酔うこともあるが、G3-Xをその状態で完成させた。

尾室 隆弘（）
年齢24歳。警視庁未確認生命体対策班G3システムの開発員で、階級は巡査。G3システムの運用に際してオペレーターとして小沢のサポートを担当する。G3ユニット以外では白バイ隊員として活動している。
外見、性格、能力全てにおいて平凡であり、周囲からは影が薄いと言われ、実際無視されたり凡人扱いされることが多く、小沢からも「究極の凡人」とまで呼ばれているが、諸所で縁の下から活躍している。
気弱な一面もあり、スピード違反した水原リサを追跡中、彼女を匿っていた涼に凄まれ引き下がってしまったこともある。
G3システムの装着員に憧れており、テレビスペシャルではG3マイルドのテスト装着員になって氷川と共闘する。戦闘ではスカラベウス・フォルティスに圧倒されたものの、氷川の窮地を救う根性も見せている。テレビシリーズでも直接戦ってはなくとも、警視庁の方針がアンノウンの防衛に転向したことで、修復されたG3の装着員を務めるが、新たな方針には疑問を抱いている。最終決戦から1年後には新設されたG5ユニットの主任に昇格し、小沢と氷川の意志を後輩に伝えている。
劇場版では、深海に酔い潰され、G4の設計図を盗む手助けをしてしまう。

北條 透（） / V-1システム
年齢25歳。警視庁捜査一課の警部補で、本庁きってのエリートと言われている。
過剰なエリート意識を持つ気取り屋な一面があり、食事は河野に屋台ラーメンを誘われても断って高級レストランで同僚をご馳走したり、氷川に缶コーヒーを奢ってもらいそうになってもコーヒーはサイフォンで淹れたものしか飲まないことを理由に断るなど、かなり高級志向が強い。河野や司は、「思い込みが激しい」と評している。
かつてG3装着員に真っ先に志願するも、氷川に敗れた過去を持っているため、彼にジェラシーを抱く。そのことや自身の功や体裁にこだわり過ぎるため、G3ユニット（特に小沢）を敵視し、彼らに対抗してアギト捕獲作戦やG3ユニットの強奪、V-1システムの開発などを立案するが、V-1システムの頓挫以降はG3ユニットを強奪したり出し抜くようなことはしなくなる。また、氷川のサポートや一般人の救助、さらには事件の捜査など、警察官としての任務は果たしている。
発案した作戦が裏目に出てしまうことが多い一方、最終的には偶然にもアンノウンの出現で助かるなど悪運もかなり強く、幾度となく痛い目にあったにもかかわらず最後まで自身のプライドや信念を決して曲げることのない、打たれ強さと図太い神経を持ち合わせている。顔も固いのか、殴った涼でさえ手を痛そうにしている。
氷川が昇進するきっかけとなったあかつき号の事件をマスコミに流すと警視庁上層部を強硬に責めて正式にG3システム装着員に任命された際は、一度はモリペス・オクティペスを撃破するが、それが強化再生して再戦時にまったく攻撃が効かないことに恐怖心に駆られ、命令を無視して独断で武装解除し戦線離脱したことで任を解かれる。しかし、その後の戦いでは自身が装着員としての立場が危うい状況ながらも、悠長な上層部の判断を待たずにエクウス・ノクティスから民間人を助けるため小沢や尾室に出動を働きかけ、アンノウン撃破は出来なかったが、民間人を守るためにボロボロになりながらも戦闘不能になるまで戦い抜くなど、斜めに構えた態度に見えて、実には氷川と同じように内心には熱い心を秘めている。
氷川も彼の才覚は認めており、小沢がG3-Xの装着員として津上翔一を挙げた際には「北條ならまだわかる」と言っている。しかし、翔一に初めて会った時は氷川同様に彼の雰囲気にペースを乱され、ムキになるなど単純な一面もあり、結論から言えば氷川とは似た者同士である。
終盤にて、風谷伸幸がアギトの力を持つ者（雪菜）によって殺された事実を突き止め、それを娘の真魚に聞かせた結果、彼女が翔一を拒絶し、翔一自身もまた自らの意思で闇の力にアギトの力を渡してしまう事態を招く。さらには、この件を機に、人類にとってはアンノウンよりもアギトの方が脅威であると考えるようになり、白河の後押しを受ける形でG3ユニットの解散や乗っ取りを謀り、アンノウン防衛のために活動する。しかし、小沢とアギトに対するそれぞれの見解について論争し合ったこともあってか、自身や警察の考えが間違っていたことに薄々気付いたようで、氷川たちがG3ユニットの奪還に来ると、あっさりとシステムを明け渡してその場を去っていく。
1年後には、捜査のためにイギリスへ行き、小沢が教授として赴任した西ロンドンの大学をついでに訪れている。

河野 浩司（）
警視庁捜査一課のベテラン刑事。
北條の上司で、彼が「根は良い奴」であることを理解している数少ない一人。飄々としているが勇敢。
北條がG3装着員となっている際、およびG3ユニットが活動していない際は、氷川も彼のもとで事件の捜査にあたっている。風谷伸幸殺害事件を追っており、真魚とは面識がある。
警視庁近くのラーメン屋台「天下自慢ラーメン」の常連で、勤務中の食事はほぼその屋台で済ます。たまに妻の大盛弁当を食べる際は「本当はラーメンのほうが良い」とやや不満を持っている。

S.A.U.L.幹部
未確認生命体対策班の監査役の警視庁幹部会。人員の任命権や対策班全体の活動の最終決定権、警察庁や政府との密接な繋がりを持つ。
劇中では数名の幹部が登場し、頻繁に行われる聴聞会では、G3ユニットの面々に対し一貫して厳格な姿勢を崩していない。

司 龍二（）
アギト捕獲作戦の失敗後、警察庁からG3ユニットに派遣されてきた鑑査官。北條の元上司であり、彼を最も優秀な部下と絶賛している。年齢38歳。第18・19話に登場。
以前ある事件の張り込み中に北條を助けた「命の恩人」でもあるが、その際に右腕に重傷を負い、後遺症のため左利きへの矯正を余儀なくされた。また、その傷を負って入院している間に妹・さおりを殺人事件で失っている。
「あらゆる偏見を排除してただ事実を事実として直視する」ことをモットーとしている。一方で、無能と判断した者には冷たくするなど人の好き嫌いが激しく、思い込みも激しい。
実は殺された妹のさおりは、ベーカリーの店主である花村久志と婚約関係にあったのだが、交際のもつれを理由に婚約を解消してしまっていた。それを知っていった結果、容疑者となったものの証拠不十分で保釈された花村が犯人だと思い込んで殺す。さらには罪から逃れるために、超高輝度LEDを使用した発火によってヒドロゾア・イグニオの猟奇殺人事件に見せかけてその犯行に紛れ込ませる。しかし、最終的には北條の推理によって自身と花村の関係について見破られてしまい、彼の優秀さを改めて認め、自首する。

### あかつき号メンバー
あかつき号事件での乗員・乗客たち。
木野 薫（）/ アナザーアギト
あかつき号の乗客のなかではリーダー的な存在。年齢32歳。
天才的な腕前を持つ外科医だったが、数年前に登山中の冬山で遭難し、自分に助けを求めた弟の雅人を助けることができず、自身も重度の凍傷によって右腕を失った。死亡した弟の右腕を移植されたが、医師会はもはや手術は不可能と判断し、医師免許を剥奪した。
本来は穏やかで、困っている人間を決して見捨てない好人物だが、弟を救えなかったという自責の念から遭難時の悪夢にうなされ、自分に救いを求める人間に雅人のイメージを重ね合わせ、贖罪として世界を全て自分だけの手で救わねばならないという強迫観念に駆られ、同時に心に影を落としてしまう。それ以後は無免許で非合法な難手術を請け負い、法外な報酬を受け取る裏世界の名医師となる。この時に前述の海難事故に遭い、当時は面識のなかった氷川に救出されている。
アギトの力とアンノウン感応能力が覚醒した直後は、弟を救えなかったことへの後悔がそれまで以上に強くなり、自分一人の手で人を救うべく、自分以外のアギトの存在を否定する。翔一や涼および、覚醒しかけた浩二まで襲うようになってしまう。しかも、瀕死の重傷を負わせた涼が、真実を知らない浩二たちによって担ぎ込まれてくると「一人で治療する」と偽って殺害を謀るが、なぜか右腕が痙攣と激痛で機能しなくなり、その隙に涼は逃走し未遂に終わる。その後、翔一にも攻撃をしかけるが、またしても右腕に症状が現れ撤退、それを弟の諌めと考え自分は間違っているのかと悩む。さらに、復活した涼＝エクシードギルスに敗北したのを機に、最終的に翔一たちと共闘することになる。
闇の力によってアギトの力を奪われ変身不能となった状態で、ウォルクリス・ファルコの打撃を受けて重傷を負うが、同じくエリキウス・リクォールの針を食らった翔一に「アギトに飲み込まれるな」と諭しながら緊急手術で針を摘出して救う。そして、アナザーアギトへ最後の変身をして撃退した後、生身の状態で受けてしまったダメージによって肉体の限界を迎え、浩二にコーヒーを淹れるようにと頼んだあとに息を引き取る。彼が最後の際に見た幻は、あの雪山で倒れずに立ち上がり、弟を支えて下山する自身の姿であり、弟を救えなかった想いから解放されたその表情は、とても穏やかなものであった。

三浦 智子（）
あかつき号の乗客の一人で、年齢29歳。12月生まれ。翔一が記憶を失ってから、最初に再会したあかつき号の乗客のメンバー。第9話に登場。
篠原佐恵子とは会社の同僚であり、彼女と有給休暇を利用して四国へ旅行に行くためにあかつき号に乗船し、事件に巻き込まれた。それから半年後、偶然にも街中で翔一と再会する。彼の正体を教えるべく会う約束をするが、闇の力によって針金で絞殺される。
彼女が死の直前に翔一と会う約束をしていたことから、翔一は警察に疑われ、一時逮捕される。後に嫌疑が晴れ、釈放される。

篠原 佐恵子（）
あかつき号の乗客の一人で、年齢24歳。第11・12話に登場。
会社を辞めて友達と輸入雑貨店を開くため、会社の同僚である三浦智子とともに四国へ最後の旅行に行く途中、あかつき号事件に巻き込まれた。そのショックで心を閉ざして山王湖の畔で暮らしていたが、兄の数樹がでっち上げた山王湖の戦部伝説の話に夢中になったことから、聖なる戦部の像の土器を採集するために山王湖に潜っていた。
自分の過去を知りたい翔一や、父の死の真相を探る涼が接触してきた際にも、真相を語ろうとはせず逃げ回っている。やがてエクウス・ディエスに致命傷を負わされ、涼の救援も間に合わず湖水に沈んで死亡する。

榊 亜紀（）
あかつき号の乗客の一人。年齢24歳。第15話より登場。
元々、高松の実家を家出同然で飛び出し東京で狭いアパートに独り暮らししながら、看護婦を目指していたが、試験に落ちてしまい断念して実家に帰ろうとした時にあかつき号事件に遭遇する。家政婦と偽って美杉家に訪れ、翔一の記憶喪失を利用して恋人同士だと嘘をつくなど悪質な行為を行う一方、母親の面影を見た太一には慕われている。それゆえか、あかつき号事件で救出してくれた氷川と再会した時は、異様なまでに怯えている。
涼に自分と同様のものを感じ好意を抱くが、北條が指揮するアギト捕獲作戦のメンバーによってギルスが撃たれる瞬間を見て、彼が殺されたと思い込み、復讐心を持ったためか超能力が覚醒する。
その後、沢木と接触して念動力が増幅したことを受けて力に溺れ、パンテラス・キュアネウスを撃退するだけでなく私怨に走り、アギト捕獲作戦に参加した機動隊員2名を殺害した上に北條をも襲う。涼の生存を知ってうろたえるが、もう後戻り出来ないと思いつめ、なおも北條を襲撃しようとするが、直後にパンテラス・ルベオーに襲撃される。自身の念動力と涼の護衛でなんとか逃げおおせるも、逃げた先にいたパンテラス・マギストラの襲撃に対処出来ず、翔一の目の前で首の骨をへし折られ殺害される。
不幸にも、彼女の死で生じた誤解から一時期、アギトとギルスは激しく衝突、巻き込まれたG3は大破している。

関谷 真澄（）
あかつき号の乗客の一人で、年齢21歳。第20話より登場。
元々潔癖症かつ高飛車な性格で、他人の親切に対しても猜疑心をあらわにして拒絶してしまうが、真島からは「誰かに頼らないと生きていけない性格」と評されている。
パソコンオタクでハッキングを得意としており、亜紀に頼まれて警視庁のファイルからアギト捕獲作戦に関する情報を盗み出している。
保護した涼を、不吉な存在で災いをもたらすということで、ガス栓を開けて窒息死・花瓶で撲殺しようとするほど嫌悪している。
実はあかつき号事件以来、水のエルに憑依されていた。その後、水のエルに放棄された際に、知らないうちに自分が純や高島を殺していたことを悟り、謝りながら絶命する。

相良 克彦（）
あかつき号の乗客の一人で、年齢25歳。第20話より登場。
カメラマン志望の愛妻家で、病弱な妻の代わりに彼女が行きたい場所の写真を撮るため、全国に旅行に出かけていたが、あかつき号事件の後遺症から、妻には何の説明もせずに転居を繰り返したため、愛想を尽かされて逃げられた。
超能力の覚醒によって暴走する亜紀を諫めるも、亜紀によって電源コードで締め付けられてしまう。
沢木の手によって、自己・他者共に負った傷を直す治癒能力とサイコキネシスの2つの超能力が覚醒する。
コルウス・ルスクスに襲われた際、涼に助けられたことから涼を庇っているが、木野からの命令を受け、沢木の手によって覚醒した力で一度は涼を殺す。しかし、身元を保護していた沢木から頼まれると蘇生を試みるも失敗する。その後、偶然その能力を知った真魚を仲間に引き入れようと暴走に近い行動をするが、クルスタータ・パレオから受けた傷が致命傷となり、真魚に謝罪と励ましの言葉を送って息絶える。

真島 浩二（）
あかつき号の乗客の一人で、年齢16歳。第31話より登場。
代々医者の家系の生まれだが、医者になれと強制する両親に反発してテストを白紙で提出したために勘当され、以降は友人の家を転々としていた。それゆえに最初はチンピラのような性格で、あかつき号では翔一に難癖をつけ、居合わせた涼の父・和雄にあしらわれている。
あかつき号事件がきっかけとなって態度は多少軟化し、当初は無気力だったものの、あかつき号で自分に後悔しないよう生きる木野を父親のように慕っており、自身のアギトの力が覚醒の兆候を表してからは、自らもアギトとなって木野とともに戦う決意を示すが、自分以外のアギトの存在を否定する木野によって襲われる。しかし、瀕死の重傷を負った涼を復活させようとして、その力を譲り渡し、彼を回復させてエクシードギルスへと導いたため、自らは力を失う。それ以降は命を狙われることもなく最後まで生き延び、木野のような医者になるべく医大を目指して勉強している。

橘 純（）
あかつき号の乗客の一人で、年齢21歳。第32話に登場。
真澄の高校時代からの親友で、真澄とは正反対の気さくな性格。水のエルに憑依された真澄によって、真澄本人が気付かないうちに殺害される。

高島 雅英（）
あかつき号の船長。第32話に登場。
船内での一連の騒動の現場に駆け付けた際、乗客とともに一緒にアギトの光を浴びた。
事件後、都内近郊に移り住んでいる。純が殺害されたあと、真澄が彼を頼るべく彼の自宅へ訪れるが、既に純と同じ手口で殺害されていた。

葦原 和雄（）
涼の父。あかつき号の乗客の一人で、事件に対する恐怖から姿を消して各地を放浪していたが、西青柳駅のベンチにて精神衰弱で死亡しているところを発見された。
彼の手帳にあった名前と住所を頼りに、涼はあかつき号の乗客らと接触を図ることとなる。

### オーヴァーロード
闇の力
アンノウンの総主で、オーパーツ内部に封印されていたDNAの分子構造の遺伝子モデルから誕生した。誕生当初は赤ん坊だったが数日間で急成長し、少年・中間体の青年を経て女性と見紛うばかりの美貌を持つ青年へと成長する。その正体は闇の力であり、人類や様々な生物の創造主・テオス。神ともいうべき存在。
自分の姿に似せて創造した人間を自分の子供としてペットのように愛していた。だが、自分と対をなす「光の力」が、人類に「知恵」＝アギトの力という自分に制御できない能力を授けようとしたことを嫌い、人間が自分のものではなくなることを望まなかったため、「光の力」と戦い勝利する。その際、光の力が最後の力を振り絞り人間の種の中に解き放ったアギトの力を植え付けたことに怒り、一度世界を滅亡させた。しかし人間への愛から全人類、全動物種の中からつがいを一組ずつ方舟に乗せて生き残らせる。そして人類が遥か未来に再び繁栄しアギトの力が覚醒した時のため、アギトとなる可能性を持つ人間を抹殺させるべくエルロードを放ち、自分も人間の進化に伴い、「人間」として「受肉」して現世に復活できるよう、自らの遺伝子情報を組み込んだオーパーツを残していた。
現代に蘇った後はアギトの根絶を企む一方で、人間の体を有していたため、人類への愛情もなくしておらず、過労で倒れた涼を自ら介抱し、その攻撃を無抵抗で受け止めたことにショックを受けて錯乱状態に陥る。また、自らの手であかつき号事件生存者・三浦智子を殺害したことへの後悔から警察に逮捕されるが不起訴となり、精神病患者として警察病院の病室に措置入院される。そして、配下・アンノウンと沢木哲也（本物の津上翔一）に命じてアギトを滅ぼさせることを選択する。
しかし最終的には、自分の意図を越えた進化を遂げようとする人類自体を見限り、自らの手で抹殺しようとするが、アギトらによってエルロードをすべて倒され敗北する。神たる存在であるゆえに滅んではおらず、戦いの最中で人類の持つ力や進化の何たるかを悟り、人類がアギトの力を排除しようとする兆候を感じ、自分が手を下さずとも人類自らの手でアギトは滅ぼされると判断する。その後、寿命が尽きようとしている沢木の邸宅に現れその旨を告げたが、沢木は「人間の無限の可能性として人はアギトを受け入れるだろう」と言い切る。そして、この目でもう一度人間とは何なのかを見届けるまで見守ることを決意して姿を消す。

光の力
「闇の力」と同じ容姿を持つ存在で、「光」を具現化した力そのものである。 劇中では語られていないが、その正体はエルの一人であるプロメス（火のエル）とされる。
かつては「闇の力」に忠実だったが、「闇の力」に寵愛される人類に反感を抱いたアンノウンによって滅ぼされかけていたことで人類を哀れむようになり、「闇の力」や他のエルたちを裏切る形で、人類に「知恵」＝アギトの力を授ける。これを認めない「闇の力」との戦闘で重傷を負った後、時空を超えてあかつき号に墜落する。そこで偶然出会った津上翔一（沢木哲也）が、自らの影響でアギトの力に目覚めかかっていたことから、残された自身の最後の力を振り絞ってアギトの種を分け与えて消滅する。他のあかつき号乗員はその時の光の余波で、徐々にアギト覚醒の前兆となる超能力に覚醒することになる。

### その他
三雲 咲子（）
与那国島の浜辺に打ち上げられた謎のオーパーツを解読するために組織された、オーパーツ研究局の女性主任研究員。年齢32歳。
オーパーツ内部から発見された遺伝子モデルの検証実験を行った末に、闇の力（オーヴァーロード）の「受肉」に成功し、赤ん坊の状態で誕生させる。後に少年の姿へと急速に成長した闇の力に付け狙われた末、傷を負って逆上し、錯乱状態に陥ったアングィス・フェミネウスによって殺される。アングィス・フェミネウスもその後すぐに闇の力の逆鱗に触れたかのように消され、その遺体は発見されずに行方不明扱いとなる。

両野 耕一（）
城北大学の水泳部のコーチ。涼は彼のもとで水泳に励んで才能を開花させ、彼も涼の将来を嘱望していた。大会での涼の異変に対しては親身になって接する。しかし、涼の正体を知ると恐れをなして態度を一変させ、相談を持ちかけてきた涼と会う約束をしながら、居留守を使い他の部員たちに門前払いさせる。そのことに不可解を感じた部員たちに問いただされると「俺は何も知らない」とばかり言う。

片平 真由美（）
涼の恋人であったが、3か月前に別れる。鹿児島県鹿児島市出身。城北大学に通う美杉のゼミの教え子で、それが縁で真魚の家庭教師となる。父親の久雄は超能力を秘めていたが、アングィス・マスクルスに殺害された。血縁である彼女もアングィス・マスクルスに狙われ、それがきっかけで涼の正体を知ることになる。また、それが原因で自分や父が襲われたのは全て涼のせいであると思い込み、彼を拒絶して「普通の人間でいるため」に、故郷へと帰った。

花村 久志（）
美杉家の近所のピクルスサンドが売りのパン屋「花村ベーカリー」の店長。第18話に登場。亜紀が姿を消した後、独り暮らしを始めた翔一は店が立ち退きで閉店するまでアルバイトをしていた。
実は司さおりの婚約者だったが、交際のもつれから婚約解消された。そのため腹いせに彼女を殺害した疑われたものの、証拠不十分のため立件されなかった。
ヒドロゾア・イグニオによる捜査で氷川が訪れた際にさおりの兄・龍二を目撃する。翔一にパン作りのレシピを渡して店の引継ぎを依頼する。その話の直後の夜、龍二にヒドロゾア・イグニオの犯行に見せかける形で殺害される。

屋台の親父
警視庁の近くの路上で、ラーメン屋屋台「天下自慢ラーメン」を営んでいる親父。
河野の行きつけの屋台で、味は河野のお墨付きである。北條は同行したがらないが、北條がG3装着員となっていて河野の下を離れていた時期に、氷川が河野と一緒にここのラーメンを食べている。その後、小沢や尾室、さらに翔一も氷川と一緒に食べている。
自分が出したラーメンのナルトの渦巻きの中に織り込まれた客の運勢を読む「ナルト占い」が趣味。

高村 光介（）
城北大学の高村研究室教授で、大学時代の小沢の師であると同時にライバルでもあった。北條の依頼でV-1システムの開発を行った科学者たちの中の一人でもある。第22話より登場。ミネラルウォーターを好む。
再会した途端に勝利を宣言した小沢に、面と向かって「私は君が嫌いだ」と返すが、彼女の才能やG3-Xについては認めており、G3-Xの暴走事件の直後、自らの意志でV-1システム開発プロジェクトを破棄している。
同時にG3-Xの完璧さを主張する小沢に対し、それが欠点となっていることを見抜いており、小沢を諭した後に自らが開発したG3-X用のAI制御チップを渡す。制御チップを搭載したことで、AIレベルが下がりG3-Xは真の完成を迎える。

国枝 東（）
テレビスペシャルのみ登場。年齢40歳。記憶喪失の翔一を診察した心理学教授。美杉教授の旧友であり、その縁で翔一は美杉家の居候となった。気さくで飄々としているが、喧嘩がとても強い。一人息子の国枝 広樹（）が、半年前に自身のアギト化に耐え切れずに飛び降り自殺をしてしまったという過去を持つ。バーニングフォームの暴走で落ち込む翔一の姿に息子の姿を重ね合わせ、息子の二の舞を演じさせないため、翔一を叱咤激励し送り出す。芋羊羹が好物で、バイク好き。愛車はホンダ・CB1300マイスペシャル。「大雑把に言って」が口癖。

倉本（）
レストランのオーナーシェフ。かつては調理師学校の講師で、翔一の恩師にあたり、その縁で翔一は彼のレストランで住み込みのアルバイトとして働いている。
普段は温厚だが、シェフやレストランオーナーとしての仕事に対しては信念とプライドを持っているため、厨房では普段の様子からは考えられないような厳しさを併せ持つ。一緒に働いていた岡村可奈が何度もミスを犯すのを容赦なく厳しく叱責し、解雇しようとするが、翔一のフォローで撤回、その後の彼女のミスに対しては叱責した後アドバイスを加えるなど、多少配慮するようになる。

岡村 可奈（）
倉本のレストランのアルバイト。年齢21歳。
倉本からは根性を評価されている一方、無愛想だと指摘されており、最初は打ち解けようとした翔一に対しても冷たい態度を取っている。仕事では馴染めなかった影響からミスが多く、一時は激怒した倉本に解雇されかけたが、翔一のフォローによって引き続き働き続ける。
シェフだった父親をアンノウンによって殺されており、血縁である彼女もまたアギトの力を秘めていた。それが覚醒したことの恐怖に耐えられずに自殺を図るが、そこにかつての雪菜の姿を見た翔一と沢木によって救われ、彼らの励ましとアギト（自分がなりかけたのと同じ姿）に変身し地のエルに立ち向かう翔一の姿を見て思い留まる。

水原 リサ（）
誕生日（11月13日）がさそり座のため「スコーピオン」の通り名で、さそり座のマークが入った真っ赤なバイクで暴走することを唯一の生きがいとしている女性。運転技術は確かで、白バイ警官としてスピード違反を取り締まっていた尾室の追跡を振り切っている。その愛車の修理のため、涼がバイトしているバイク屋を訪れたことから涼の知り合いになる。ぶっきらぼうな性格で、涼に言わせれば「まだまだガキ」である。かつては前途有望な陸上競技の選手だったが、練習中の怪我を機に周囲からぞんざいに扱われたという、涼が味わったのと同様のいきさつがあり、暴走を繰り返すのは、走っている時だけは嫌なことが忘れられるからである。それを涼に打ち明けたことから2人は徐々に親密になり、涼も陰で表情を緩めるほどになる。しかし涼の誕生日に、闇の力の陰謀により、涼の眼前で自ら舌を噛み切って絶命させられてしまう。

白河 尚純（）
政界の大物。物語終盤、アンノウンがアギト（になるべき人間）を抹殺する習性を利用し、「アンノウン以上に危険な存在となりうるアギト」を排除すべく、北條に賛同してG3ユニットの目的を「アンノウン保護」の方向に捻じ曲げた。

## 仮面ライダー
本作品は、3人の仮面ライダーを主軸として描かれる群像劇である。
劇中の登場人物は彼らを「仮面ライダー」と呼称することはないが、テレビスペシャル『新たなる変身』ではナレーションが「仮面ライダー」付きの名称で紹介しているほか、変身時のテロップでも「仮面ライダー」 と表記されている。また、『百獣戦隊ガオレンジャー』との合同企画による2枚組アルバム『百獣戦隊ガオレンジャーVS仮面ライダーアギト』のドラマパートでは、『ガオレンジャー』のテトムに「仮面ライダー」と呼ばれている。

### 仮面ライダーアギト
アギトとは、人間が「光の力」によって与えられた「アギトの力」に覚醒することによって進化を遂げた姿である。
沢木哲也は「あかつき号」の船上で「光の力」と邂逅したことでアギトへの変身能力を得るが、水のエルの襲撃を受けて海中に落ち、記憶を失う。以後の彼は津上翔一を名乗り、自らと人々の居場所を守るために、アンノウンとの戦いに身を投じる。
アギトの力に目覚めた人物は、翔一ひとりだけではない。翔一の姉である沢木雪菜は、風谷伸幸教授の超能力実験を受けたことを契機に最初のアギトとなるが、その結果として教授を死に追いやってしまい、自らも命を絶った。また、記憶喪失直後の翔一の担当医となり、彼を立ち直らせた国枝東も、息子の広樹がアギトの力に耐えきれずに自害したことを明かしている。さらに翔一と同じレストランで働く岡村可奈もまた、アギトへと変貌しかけたため死を選ぼうとしたが、翔一の真摯な呼びかけに応えて思いとどまった。
その他の登場作品
『仮面ライダーディケイド』
「アギトの世界」において、エクシードギルスから進化する形で登場。芦河ショウイチが変身する。
映画『オーズ・電王・オールライダー レッツゴー仮面ライダー』
歴史が変わった影響で消えていた。
映画『スーパーヒーロー大戦GP 仮面ライダー3号』
歴史が変わった影響でショッカーの戦士として登場。

#### グランドフォーム
仮面ライダーアギトの基本形態で、大地の力が宿る肉体そのものを武器とした格闘戦に長ける。
変身に際して、翔一はまず左腰のあたりで両手首を組み、次いで拳をつくりながら右腕を上げる。すると腰にオルタリングが出現する。両腕を広げて「変身！」と叫び、オルタリング両脇のスイッチを同時に押すと、賢者の石が輝いてオルタフォースを放ち、翔一の肉体をアギトへと変えるのである。第15話からは変身ポーズに変更が加えられており、高く上げた右腕を胸元に引き寄せて、息を吐きながら前へと伸ばしたときにオルタリングが出現するようになった。
全身は黒い装甲皮膚アーマードスキンで包まれている。上半身の強化外骨格パワーシェルアーマーの胸や腹部は、金色のゴールドチェストとなっており、全身の強化筋肉を均等に配分する役目を担っている。胸部中央にあるワイズマン・モノリスは、全身にオルタフォースを効率よく供給し、循環させている。
肩部装甲ショルダーアームズガードの鋭い先端は、刃物として扱うことも可能である。下腕部を包む金色のアームブロックシールドは、アーマードスキンの10倍以上の硬度があり、格闘時に小型の盾として機能する。
赤い複眼コンパウンドアイズは厚さ5メートルの鋼鉄の壁も透視できるほか、暗闇で光を放って周囲を見渡せるスターライトモードを備えている。額のマスターズ・オーヴは賢者の石とほぼ同等の物質で構成されており、マシントルネイダーと意思の疎通を行える。
2本の角クロスホーンは感覚器官であるのと同時に、肉体の自壊を防ぐために余剰エネルギーを放出する機能を持っている。そのため最大限の力を振るうとき、クロスホーンは2本から6本に展開し、パンチやキックの威力がおよそ2倍に高まる。こうしたパワーの増幅が、グランドフォーム最大の特徴といえる。
変身ベルト・オルタリングの中央には賢者の石が埋め込まれおり、そこから発せられる発生するオルタフォースが、超人的な力の源泉である。通常時は翔一の体内に分子レベルで拡散しており、変身の意思を示すことで腰部に物質固形化される。

必殺技
ライダーキック
足元にアギトの紋章を出現させ、そのエネルギーを足先に集約して跳躍し、空中から急降下して飛び蹴りを決める。破壊力は約30トン。
ライダーブレイク
加速したマシントルネイダー スライダーモードから跳躍して繰り出すライダーキック。破壊力が約50トンに及ぶ、グランドフォームの最強技である。
ドラゴン・ブレス
マシントルネイダー スライダーモードに乗り、車体側面部で体当たりをする。
車体はオルタバリアフィールドで保護されているため、アンノウンを粉砕するほどの勢いで衝突しても傷ひとつつかない。

#### ストームフォーム
左腕に風の力が宿る、敏捷性に優れた形態。パワー面では他のフォームに比べると劣る。
変身に際しては、まずグランドフォームの状態でオルタリング左腰のスイッチを押す。するとオルタリング内のドラゴンズアイが輝き、賢者の石からストームハルバードが現れる。アギトがストームハルバードを手にすると、その姿が揺らいで体色が青く染まり、変身完了となる。一方で例外として、エキヌス・ファメリカーレ戦では津上翔一の姿からストームフォームへの直接変身を行っている。このときの変身ポーズはグランドフォームと同じであったが、オルタリングの賢者の石は最初から青く輝いていたため、変身するフォームは翔一の意思に基づいて決められるのだと考えられる。
胸と腹部はドラゴンズアイの影響を受けて青いストームチェストに変化しており、走力とジャンプ力を強化する。風の力が宿る左肩のコバルトジェネレーターには、オルタフォースを蓄積するパワーゴールドが重なっている。フレイムフォームに比べると発生させるパワー量が少ないため、パワーゴールドの面積も小さくなっている。
体内に取り込まれた空気は、左腕ストームアームズで風エネルギーへと変換され、左拳サイクロンナックルは生成した風を意のままに操ることができる。
スピードに長け、特定のアンノウン相手に優位に戦えるストームフォームは、第2話から第39話までの間に合計11回も登場しており、アギトが最も頼りにしていたフォームだと言える。
ツール
オルタリング
ベルト中央の賢者の石から発せられた力は、左側に埋め込まれた秘石ドラゴンズアイ（青）によって風の力へと変換される。また、賢者の石自体の色も青くなっている。
ストームハルバード
ストームフォームの専用武器。両端は伸縮自在の構造で、さらにエネルギーを込めると折りたたまれた刃が展開する。
高速回転させれば突風を引き起こし、敵を翻弄して攻撃や逃走を封じることができる。

必殺技
ハルバードスピン
ストームハルバードを高速回転させて両刃に力を込め、敵の体を貫く。破壊力は約30トン。
ハルバードブレイク
加速したマシントルネイダー スライダーモードから跳躍して、ストームハルバードを放つ。破壊力が約45トンに及ぶ、ストームフォームの最強技である。

#### フレイムフォーム
右腕に炎の力が宿る、感覚が鋭敏となった形態。また、パワーにも優れるが、反面スピードでは他のフォームに比べると劣る。
変身に際しては、まずグランドフォームの状態でオルタリング右腰のスイッチを押す。するとオルタリング内のドラゴンズアイが輝き、賢者の石からフレイムセイバーが現れる。アギトがフレイムセイバーを手にすると、その姿が揺らいで体色が赤く染まり、変身完了となる。基本的な変身パターンは以上のとおりだが、状況によってはフォームチェンジが完了した後に、フレイムセイバーが出現するパターンもある。
胸と腹部はドラゴンズアイの影響を受けて赤いフレイムチェストに変化している。炎の力が宿る右肩のクリムゾンジェネレーターには、オルタフォースを蓄積するパワーゴールドが重なっている。ストームフォームに比べると発生させるパワー量が多いため、パワーゴールドの面積も大きくなっている。
右腕フレイムアームズでは7,000℃もの熱が瞬時に作り出され、右拳バーニングナックルは生成した炎を意のままに操ることができる。
フレイムフォームへの変身は、複数のアンノウンを相手取る場面で行われることが多い。また、強いパワーを得る代わり敏捷性に劣る形態であるにもかかわらず、クロウロードのような素早い敵と戦うときにも選択されている。これはパワーで押すためではなく、研ぎ澄まされた感覚で相手を的確に捉えるためと考えられる。
同じくパワー重視の形態であるバーニングフォームへの変身能力を得て以降は、劇場版を除き、フレイムフォームになることはなくなった。
ツール
オルタリング
ベルト中央の賢者の石から発せられた力は、右側に埋め込まれた秘石ドラゴンズアイ（赤）によって炎の力へと変換される。また、賢者の石自体の色も赤くなっている。
フレイムセイバー
フレイムフォームの専用武器である刀剣。角を模した形状の鍔は普段2本に閉じているが、フレイムフォームがエネルギーを全開すると、それに呼応して6本に展開する。
刀身の切れ味と破壊力はすさまじく、飛び道具を持たないアギトにとっては、クロウロードのように空中から攻撃を仕掛けてくる敵に対抗するための最良の武器であった。

必殺技
セイバースラッシュ
両手で構えたフレイムセイバーを高く振り上げ、勢いよく振り下ろして敵を斬り倒す。破壊力は約30トン。
ダブルセイバースラッシュ
2振り同時に出現させたフレイムセイバーで放つ、二刀流の剣技。
『仮面ライダーアギト・3大ライダー超決戦ビデオ』で使用。
フレイムブレイク
加速したマシントルネイダー スライダーモードの勢いを得て、敵を斬る。劇中未使用。

#### トリニティフォーム
仮面ライダーギルスの攻撃を受けたショックにより、失われていた記憶を取り戻した翔一が変身可能となったフォーム。グランド・ストーム・フレイムの3フォームの最大能力を発揮し、ストームハルバードとフレイムセイバーを同時に扱える。
テレビシリーズには2度登場しているが、最初の変身はコルウス・クロッキオとの交戦中、偶発的に実現したものだった。フレイムフォームの姿でフレイムセイバーを振るっていたアギトがオルタリング左腰のボタンを押すと、左右のドラゴンズアイがそれぞれ赤と青の光を放ち、オルタフォースが全身を包んだ。そして賢者の石からストームハルバードが出現し、変身を完了した。
2度目の変身に際しては、グランドフォームの状態でオルタリングの左右のスイッチを同時に押し、まずフレイムフォームの姿となった。次いで賢者の石からストームハルバードを取り出してトリニティフォームとなり、最後にフレイムセイバーを出現させた。前回から変身に費やす時間が短縮され、ライダーシュートという大技も繰り出したが、代償として莫大な負荷に見舞われた翔一は再び記憶を喪失。以後、トリニティフォームへの変身を行うことはなかった。
胸部の強化外骨格パワーシェルアーマーは、グランドフォームと同じく金色に彩られている。フレイムフォームと同様、赤い右肩のクリムゾンジェネレーターに炎の力を宿しており、右腕フレイムアームズで7,000℃に達する熱量を作り出し、右拳バーニングナックルで炎を操る。そしてストームフォームと同様、青い左肩のコバルトジェネレーターに風の力を宿し、取り込んだ空気を左腕ストームアームズで風エネルギーに変換して、左拳サイクロンナックルで操作するのである。
ツール
オルタリング
ベルト中央の賢者の石は大地の力を宿しており、金色に輝いている。
さらに賢者の石から発せられた力は、左側に埋め込まれた秘石ドラゴンズアイ（青）によって風の力へと変換され、右側の秘石ドラゴンズアイ（赤）によって炎の力となる。
ストームハルバード
振り回すことで強風を生み、敵を攻め立てるほか、攻撃を跳ね返すこともできる。
フレイムセイバー
鋭い切れ味の刀剣で、素早い動きの敵も正確に捕捉する。

必殺技
ファイヤーストーム・アタック
ストームハルバードとフレイムセイバーを、敵めがけて同時に突き立てる。破壊力は約40トン。
ライダーシュート
クロスホーンを展開し、高く跳躍したのち、両足先にエネルギーを込めて蹴り込む。トリニティフォーム最強の必殺技で、破壊力は約45トン。
大地の力に風の力と炎の力が加わったことで、グランドフォームのライダーキックを上回る威力を生んだと言える。しかし、この技の衝撃は翔一自身にも影響を与え、2度目の記憶喪失を招くこととなった。
PlayStation 2用ゲーム『仮面ライダー 正義の系譜』では、グランドフォームで使用している。

#### バーニングフォーム
強敵と出会ったことで、アギトが怒りのエネルギーによりパワーアップを果たした形態。それまでのフォームでは外見上の相違点が腕の形状や体色に留まるのに対し、バーニングフォームは増大した筋肉で盛り上がった上半身を特徴とする。敏捷性こそグランドフォームから低下しているものの、強大なパワーを活かした肉弾戦を得意としており、特にパンチ力は全フォームで最大を誇る。
変身に際して、津上翔一はまず両腕を正面に伸ばして手の先を重ねたのち、左右に広げる。次いで右手を腹の前に置き、伸ばしたままの左腕を正面に戻すと、オルタリングが出現する。最後に両腕を交差させて「変身！」と叫び、オルタリング両脇のスイッチを押すと、一瞬のうちに姿がバーニングフォームへと変わる。翔一の姿から直接変身するだけでなく、グランドフォームからのチェンジも可能である。
胸部は赤い防具バーニングチェストに覆われているが、その真の役割は、ワイズマン・モノリス周辺に集中して燃えたぎる炎の力を抑制し、自壊を防ぐことにある。前腕部の黒い強化骨格アームアタックシールドからは、鋭い3枚の刃アームズカッターが生えている。両拳のバーニングアームは、炎の力を集中しているため常時高温となっている。
また、パンチを放つ際には体をしっかりと支える必要があるため、脚部も赤色化したバーニングレッグへと変わり、炎の力をみなぎらせている。
複眼コンパウンドアイズは黄色となり、赤く染まった頭部のクロスホーンは常時6本に開いている。
テレビスペシャルでバーニングフォームに変身した際は、ありあまる力を抑えきれずに暴走し、居合わせた恩人の国枝東に襲い掛かった挙句、最後は気絶してしまった。
ツール
オルタリング
新たに3本の爪ドラゴンズネイルが出現し、ベルト中央の賢者の石を守るかのように掴んでいる。
シャイニングカリバー
オルタリングから出現する新たな武器。地球上で最も硬い物質からできており、いかなる敵をも切り裂くことができる。
柄には賢者の石に酷似した紫色の球体が埋め込まれており、出現時にまばゆく輝く。
エマージュモード
S字状に折りたたまれた出現時の形態。フォームチェンジと同時に出現するストームハルバードやフレイムセイバーと異なり、任意のタイミングで取り出せる。
シングルモード
バーニングフォームが使用する、薙刀状に伸ばした形態。
力に長けたバーニングフォームは、一撃で敵を仕留めるためにこの形態を用いるのだと思われる。

必殺技
バーニングライダーパンチ
炎を噴出しながら放つ、一撃必殺のパンチ。破壊力は約25トン。
バーニングボンバー
シャイニングカリバー シングルモードの刀身に炎をまとわせ、敵を切り裂く。破壊力は45トン。

#### シャイニングフォーム
太陽の光のエネルギーを取り込むことにより極限まで進化を遂げた、アギトの最終形態。人類の創造主である「闇の力」ですら、このフォームの出現を予測できなかった。パンチ力以外の能力が全フォーム中で最高に達しており、卓越したスピードと多様な技で敵を翻弄する。
バーニングフォームの状態のアギトが呼吸を整えて太陽の光を浴びると、オルタリングの賢者の石が反応し、アームアタックシールドなど体の各部がひび割れて崩れる。そしてその下から新たな部位が出現し、変身完了となる。このようにバーニングフォームからの2段変身を行うのが通例だが、最終決戦に臨んだ際は津上翔一の姿で新規のポーズを取ってオルタリングを出現させ、両腕を交差させてからスイッチを叩くバーニングフォームと同じポーズへとつないで、直接変身を行った。
胸部は銀色の装甲パワーシェルアーマーに覆われている。胸の中央にはワイズマン・モノリスがあるが、グランドフォーム時の黒色から黄色に変化し、さらに紋様が浮かび上がっている。白い3枚の装甲板からなる下腕部の防具アームブロックシールドは、戦闘時に小型の盾として扱うことも可能である。
複眼コンパウンドアイズは黄色となり、赤く染まった頭部のクロスホーンは常時6本に開いている。
シャイニングフォームはアギトの最終進化形とされているが、最終決戦で必殺技をより強化して放ったことからわかる通り、さらなる進化の可能性を秘めているのである。
ツール
オルタリング
バーニングフォーム時と同じ形状で、3本の爪ドラゴンズネイルが賢者の石を守るかのように掴んでいる。
シャイニングカリバー
オルタリングから出現する武器。
エマージュモード
S字状に折りたたまれた出現時の形態。
ツインモード
シャイニングフォームが使用する、2本の剣に分割された形態。アギトがバーニングフォームからフォームチェンジを行った際は、シャイニングカリバーのモードも追随して切り替わる。
スピードと技量に長けたシャイニングフォームは、手数を増やせるためにこの形態を用いるのだと思われる。

必殺技
シャイニングクラッシュ
左右の手に構えたシャイニングカリバー ツインモードを交互に振り下ろして、瞬時に敵を打ち砕く。破壊力は55トンに達し、重装甲を誇るスカラベウス・フォルティスですら、ひとたまりもなかった。
シャイニングライダーキック
宙に飛び上がり、クロスホーンを模したエネルギーフィールドを突き破りながら加速して、キックで敵を粉砕する。破壊力は45トン。
最終決戦で地のエル 強化体に対して放ったときは、空中の紋章が2重に浮かび上がり、それまでにないほどの超加速を行って撃破した。

#### 仮面ライダーアギトの専用ビークル
マシントルネイダーは、仮面ライダーアギトのスーパーバイク。津上翔一の愛車であるホンダVTRファイヤーストームが、オルタリングから放出されたオルタフォースを受けて変貌する。
車体は分子レベルで硬化したドラゴンズメイルに覆われ、赤と金に彩られている。ヘッドライト部分は障害物を感知するトルネイドアイとなり、厚さ20メートルまでの物体を透視して、得られた情報をアギトの脳へと伝達する。
前後輪のオルタホイールはオルタフォースが生成する力場によって回転しており、アギトの意思で回転数を直接操作できる。動力機関ではなくなったエンジンは、オルタフォースを車体に循環させるドラゴンハートへと変化している。また、補助的なエネルギーを補給するためにエアインテークから空気中の物質を取り込み、オルタフォースと混合する。その際にはオルタエアと呼ばれる廃棄物が生じるが、特に害のない物質であり、車体後方のオルタエアチャンバーマフラーから排出される。変化前に使用していたガソリンはフュールタンクに備蓄されているので、マシントルネイダーの変形解除後も走行には支障ない。
スライダーモード
マシントルネイダーの超高速飛行形態。バイク状態で地面に現れた紋章を通過すると、オルタホイールの向きが地面と水平になり、車体各部がスライドして完成する。
最初の変形は「闇の力」がもたらしたパワーによって行われた。本来「闇の力」はアギトと敵対する立場だが、レイウルス・アクティアに苦戦するアギトを見た沢木哲也が「貴重なサンプルなので、いま殺してはならない」と進言したため、紋章を描き出したのである。以後はアギトの意思で自由に変形できるようになっている。
オルタホイール底面からオルタフォースを発生させ、静止状態から5秒間で400メートルという爆発的な加速力でホバー移動する。操縦は、スライドして平行となったフュールタンクとシートの上に立って行う。
車体前方から後方へとオルタバリアフィールドが展開されているため、最高速度で飛行中でも搭乗者の周辺は無風状態が保たれている。
第40話では、俊敏な動きのスケロス・グラウクスを捕捉するため、アギトに加えて後部に仮面ライダーG3-Xを乗せた状態で追跡を実行。バイクでは追い詰めきれなかったスケロス・グラウクスに悠々と追いつき、GX-05の射撃を浴びせて撃破に成功した。
- アギトがスライダーモードの勢いを加えて放つ必殺技は、グランドフォームの「ライダーブレイク」とストームフォームの「ハルバードブレイク」が劇中に登場しているが、イメージイラストでは全6フォームのそれぞれでスライダーモードを駆る姿が描かれている。

### 警視庁の対未確認生命体用装備
かつて日本全国を震撼させた「未確認生命体」による連続大量殺人事件の再発を予期して、警視庁は未確認生命体対策班 (S.A.U.L.) を設立するとともに、その専用装備の開発に着手した。
最初に開発された専用装備の第1世代型、すなわちG1（ジーワン、GENERATION-1）は、既存の装甲車などを基盤とした物だった。未確認生命体第4号をモデルとした、人間が装着するタイプの装備だったという異説もあるが、定かではない。
続いてG1の発展形であるG2（ジーツー、GENERATION-2）が開発されたが、武装を充実させた代償として大型化したため、実用的とは言えなかった。狭小な都心部での運用を想定した場合、装甲車や建設用重機並みの巨大な機械では取り回しが利かなくなることが懸念されたため、G1とG2はいずれも廃案となってしまった。
より実用的なG3（ジースリー、GENERATION-3）の開発が急がれる中で転機となったのが、未確認生命体対策班にアドバイザーとして参加していた小沢澄子による「特殊強化装甲服」の提案だった。量産化が成った暁には、多数の警察官を即戦力として動員できるこの案は、他の試案と比較しても現実的なものと判断され、採用に至った。
こうして完成したG3システムだが、新たに出現した人類への脅威である「アンノウン」が、それまで敵として想定していた未確認生命体よりも強力であったため、目立った活躍ができないままに破壊された。しかしその後、改良タイプであるG3-Xの投入により、多数のアンノウンを撃破できるようになった。一方で、G3-Xが投入されたのと同時期には、別系統の特殊強化装甲服であるV-1（ブイワン）も開発されていたが、演習中に破壊されたため廃案となっている。
小沢はG3をさらに発展させたG4（ジーフォー）の開発も進めていたが、装着員への負担が高すぎたために計画を中止。それを陸上自衛隊が独自に実用化させたことがあった。また、G3より性能は劣るものの誰にでも扱える簡易量産型のG3マイルドも開発されたが、プロトタイプが結果を残せなかったため、こちらの計画も中止に至っている。
アンノウンによる一連の事件の終結後には、量産型の特殊強化装甲服を用いるためのG5（ジーファイブ）ユニットが結成され、尾室隆弘の指揮のもとで多数の装着員が養成されているが、その詳細は明らかになっていない。

#### 仮面ライダーG3
G3（）システムは、警視庁と日本国内の企業体が協力して開発し、第3世代で初めて完成に至った「対未確認生命体戦闘用特殊強化外筋および外骨格」すなわち特殊強化装甲服。未確認生命体第4号をモデルとして設計されている。
G3の装着員は装甲で身を守りながら、常人の10倍の力を発揮できる。一方で試験型としての側面もあるため、専任の装着員のみが使用できるように調整されており、人員の変更を行う際は再度の微調整を必要とする。劇中では、未確認生命体対策班に所属する氷川誠が主な装着員を務めた。
実戦では格闘よりも各種の専用装備を駆使することが多いが、G3自体に武器は備わっていない。これは、武器を格納したガードチェイサーの随行を前提としているためである。
活動にあたっては、小沢澄子をリーダーとするチーム・G3ユニットの支援が必須となる。まず、Gトレーラーのコンテナに乗り込んだ装着員は、G3インナージャケットを着用する。次いでその上から胸部・腕部・脚部などの装甲ユニットを身に着けていくことになるが、装着員自身では着用できない部位もあるため、G3ユニット要員が補助を行う。腰にGバックルを据えたのち、頭部ユニットをセットすると、後頭部のシャッターが閉じて「変身」が完了する。介助がなければ装着できない仕様なのは、システムの単独使用を防ぐ意味合いもあると思われるが、戦闘中においてもGトレーラーからの指示や助言がG3の支えとなっている。
黒いG3インナージャケットは、特殊金属糸を編み上げて防弾シリコンでコーティングし、牛のオイルスキンで包んだもの。銀色の胸部装甲バリアントプロテクターは特殊ジュラルミン合金を何層も重ね合わせて造られており、パワージェネレーターを内蔵したコンバーターラングと一体になっている。また、左胸には桜の代紋のレリーフが施されており、G3システムが警視庁所属であることを示している。
脚部を強化させる装置PLSS（パワーレッグサスペンションシステム）は、日本メディカルサポート社が研究開発していた義足の技術を改良したもので、三重構造の青い外装レッグガードで強固に守られている。肩部や上腕部には特殊ジュラルミン製の青いアーマーパッドを装着。左腕には専用情報端末G-COMが組み込まれており、警視庁本部のライブラリーにアクセスして情報を閲覧できるほか、電子警察手帳としての役割も担う。
背面には無公害の燃料電池ゼロエミッション・フューエルバッテリーを搭載しており、電力の残量は腰のGバックルの赤いゲージランプに表示される。腰の左右にあるエナジーボリュームを操作すれば、一時的に電力をアップさせることも可能である。また、バックル上部には緊急用装甲排除のスイッチがある。
赤い人工複眼MDSS（マルチダイレクトスコープシステム）には、超望遠・暗視・電子顕微鏡などの視覚機能が統合されている。左の頬にはマイクロカメラHDVCが設けられており、捉えた映像情報はG-COMを介してGトレーラーに送られる。額には光学式マーキング装置オプティクスサーチャーがあり、標的に向けて右耳部分のスイッチを押せば、対象の位置をGPSで測定できる。頭部に伸びる3本のアンテナのうち、左は人工衛星経由で現在位置をGトレーラーに送信するGPSロッド、中央の短いものは電子マーキングした標的の位置を把握するためのエクサマインドロッド、右はGトレーラーからの指示や警察無線を受信するためのインフォロッドである。
G3のパワーバランスは、それまで警察が戦ってきた未確認生命体を想定して設計されていたため、より強力な存在であるアンノウンが相手では力不足が目立った。そこで第4話のトータスロード戦では修理がてらにパワーアップが施され、初めてアンノウンを倒すことに成功している。
第9話では氷川に代わって北條透が装着員となり、一度はモリペス・オクティペスを倒す戦果を挙げた。しかし続く第10話で復活したモリペス・オクティペスには歯が立たず、北條は装備を脱ぎ捨てて逃走。以後は再び氷川が装着員となる。
第22話で仮面ライダーギルスの攻撃を受けたG3システムは破壊されてしまい、アンノウンとの戦いを後任のG3-Xに譲ることとなった。その後の第49, 50話では、修復されたG3を尾室隆弘が着用して、北條のG3-Xとともに仮面ライダーアギトの行く手を阻む形で登場している。
その他の登場作品
『仮面ライダーディケイド』
回想においてG3が登場。芦河ショウイチが装着する。
映画『劇場版 超・仮面ライダー電王&ディケイド NEOジェネレーションズ 鬼ヶ島の戦艦』
デンライナーの面々とオニ一族の決戦の最中、仮面ライダーディエンドに召喚される形でG3が登場。
戦いの最中、仮面ライダー電王に協力するイマジンの1人・ウラタロスにとり憑かれ、彼の装備であるウラタロッドを使用して電王たちを援護する。
映画『仮面ライダー×スーパー戦隊 スーパーヒーロー大戦』
ゴーカイグリーン / ドン・ドッゴイヤーの回想で、複数のライダーと共にゴーカイレッドに倒される場面にてG3が登場。
『仮面ライダージオウ』
この世界ではG3が警察の正式採用装備とされており、G3ユニットの複数の隊員が装備している。また、アギトの力を奪われた津上翔一が一時的に装備して戦闘もしている。

#### 仮面ライダーG3-X
G3-X（）は、プロトタイプとなるG3システムの戦闘データを基として新規に開発された、特殊装甲強化服の完成版。すべての能力が仮面ライダーG3を上回っている。また、当初からアンノウンとの対決を考慮しているため単独でも戦えるように武装しており、GM-01を右腿、ガードアクセラーを左腿、GK-06を左上腕部に携行している。こうした豊富な武器を使い分けるだけでなく、パンチやキックといった直接的な格闘能力も高い。
G3から引き続いて氷川誠が主な装着員を務めるが、新規に搭載されたオートフィット機能により、無改造で他の人員に装着させることも可能となっている。
さらに、装着員に理想的な攻撃方法を促すAI機能も組み込まれているが、当初はその精度があまりにも完璧であったために氷川がシステムと協調できず、暴走させてしまった。高村教授が開発した制御チップを埋め込み、AIの性能を敢えて落とすことにより、ようやく普通の人間でも扱えるようになった。
活動にあたって、Gトレーラーのコンテナに乗り込んだ装着員は、まずG3パワージャケット2を着用する。次いでその上から各部の装甲ユニットを身に着けていくことになるが、その際にはG3ユニット要員が補助を行う。頭部ユニットをセットし、後頭部のシャッターが閉じると、オートフィット機能が作動して装着員の体格に適合し、「変身」が完了する。
黒いG3パワージャケット2は、G3インナージャケットから硬度・耐熱・保温・保湿・通気性といった性能が向上している。青い胸部装甲パワーチェストはハイメタル成型による三重構造で、高出力小型ジェネレーターを内蔵したパワーコンバーターラングと一体になっている。パワーコンバーターラングからは、エネルギー循環用パイプを内蔵した銀色の固定具ジェネレーターバックルが伸び、背面へと続いている。
脚部を強化する装置PLSS (Ver.2.0) のサーボモーター類はG3の倍以上に強化されており、外装もハイメタル製となっている。同様に肩部装甲パワーアーマーもハイメタルでできており、その強度は特殊ジュラルミン製パッドの約5倍に及ぶ。左腕の情報端末G-COM (Ver.2.0) はOSがバージョンアップされ、アクセス速度も向上している。
背面には、ジェネレーターバックルが接続されたバックパック・タートルシェルがあり、赤く彩られたゼロエミッション・フューエルバッテリーを装備している。このバッテリーは基本仕様こそG3の物と同じだが、蓄電容量が倍加している一方で、重量は1/3にまで軽量化が図られている。またバッテリーの下にはマウントスペースが設けられており、GX-05用エネルギーマガジンを2個取り付けられる。腰のGバックルはG3と同一だが、前述の通りバッテリーが強化されているため、残り電力を示すインジケーターの振り幅が調整されている。
人工複眼レッドアイザー (MDSS・Ver 2) の視認感度はG3の3倍となり、カバーレンズ部の強度も向上している。口元にはパーフェクターが設けられ、水中における酸素の生成や、火中における有毒ガスの分解と濾過を行い、装着者の呼吸を維持する。
第24話では、氷川に代わって津上翔一が装着員になり、ポタモトリゴン・ククルスを撃破してみせた。
第49,50話では北條透が装着員となり、尾室隆弘のG3とともに仮面ライダーアギトの活動の妨害を行った。しかし第51話で氷川が装着員の座を奪還し、仮面ライダーエクシードギルスとの連携で、風のエルとの最終決戦に勝利した。
その他の登場作品
『仮面ライダーディケイド』
G3-Xが登場。小野寺ユウスケ・海東大樹・若い警察官が装着する。
映画『オーズ・電王・オールライダー レッツゴー仮面ライダー』
岩石大首領に立ち向かうため、G3-Xが登場。

#### G3マイルド
度重なるアンノウンの出現に対抗するために発案された、大量生産用G3システムのテストスーツ。
G3システムを基本としつつ、G3-Xシステムで導入されたオートフィット機能が搭載されているため、あらゆる装着員に対応しているが、戦闘能力はG3よりも低い。また、装着にあたって、G3やG3-Xのように補助を必要とするのかは不明である。
各種装甲の下に着用するG3マイルドジャケットは、G3インナージャケットと同様の造りになっている。銀色の胸部装甲パワーチェストは、G3-Xと同様にハイメタル成型の三重構造で強固に仕上げられている。両肩の青いアーマーパッドはG3と共通で、特殊ジュラルミン製。腰に巻かれたGバックルもG3と同一の装備で、バッテリー残量を表示するほか、両脇のエナジーボリュームを操作して電力を一時的に上げることが可能である。
背面に搭載された赤い無公害燃料電池ゼロ・エミッションフューエルバッテリーは、G3やG3-Xと互換性がある。人工複眼MDSS（マルチダイレクトスコープシステム）はG3と同様の装備で、超望遠や電子顕微鏡などの機能を備えている。
G3マイルドのテスト装着員募集要項には「経験・所属・資格は一切問いません」と記載されており、まさに「誰でもOK」という状況だった。結果として尾室隆弘が装着員となり、G3-Xとともにスカラベウス・フォルティスに立ち向かうが、パンチ一発で戦闘不能となる。しかしその後、G3-Xがバッテリー切れに追い込まれたのを知ると、渾身の力で再起。自らのバッテリーと交換することでG3-Xを支援し、戦線を立て直した。ただ、この戦いでG3マイルドが有意義な結果を残せなかったため、G3システムの量産化は中止された。
- 名称は単に「G3マイルド」とする資料[95]と「仮面ライダーG3マイルド」とする資料[97]とがある。

#### 仮面ライダーG3 / G3-Xの専用装備
いずれの装備も、安全のためにGトレーラーから武器管制をコントロールされている。

GM-01 スコーピオン
対未確認生命体用に開発された自動小銃。ガードチェイサーでは車体前部左側に収納され、G3-Xは右腿に携行する。
スタンダードマガジンには特殊弾が72発装填されており、特殊液化ガスと電磁力の作用により撃ち出される。銃身の01マズルは短いが、内部に設けられた電磁ライフリングシステムにより、高い精度での射撃を可能としている。
本体上部に取り付けられたCCDターゲットスコープは、捉えた映像を使用者とGトレーラーに送信し、射程距離などを測定する。
劇中を通じて最も使用頻度の高かった武器だが、威力はあまり高くはなく、アンノウンに通用しないことが多かった。とは言えG3システムを着用していない生身の人間が扱えるような物ではなく、第11話で氷川誠が片手で射撃を試みた際には反動で吹き飛んでしまい、両手で構え直したうえ壁にもたれかかることでかろうじて連射を成功させたものの、その後で氷川は力尽きて倒れてしまった。
第39話でアナザーアギトに強奪された際は、トリガーをカットして使用不能にするためのGトレーラーからの操作を受け付けず、仮面ライダーアギトを窮地に追い込んだ。

GG-02 サラマンダー
GM-01の先端に、ガードチェイサーの前部右側に収納されたグレネードユニットを装着することで完成するグレネードランチャー。
グレネードマガジンには3発の弾丸が内蔵されており、フォアグリップを手前に引いて装填を行う。側面にあるセッティングダイヤルで、銃身02マズル内の電磁ライフリングシステムの調整を行い、使用者の癖に合わせることができる。
GM-01とは桁違いの破壊力があるが、それでも未確認生命体を標的に想定していた当初はアンノウンに通じなかった。しかし後に強化されたことで、テストゥード・テレストリスの撃破に成功している。

GS-03 デストロイヤー
右腕に装着して使用する、折りたたみ式の超高周波振動ソード。ガードチェイサーの後部左側に収納されている。
搭載されたマイクロバッテリーには自動車用バッテリー2個分の蓄電が可能であり、約30分の連続使用にも耐える。エレクトロエンジンが電気を振動波に変換し、超振動コイルを通じて伝導することで、ジュラニウム合金・グレード10製の刀身が1分間に200万回振動し、超高周波を発生させる。
また、外装にも耐熱塗装を施したジュラニウム・グレード5が用いられているため、堅牢である。
しかし対未確認生命体用に開発されているため、アンノウンとの戦いでは、さしたる成果を上げていない。

GA-04 アンタレス
右腕に装着して使用する、フレキシブルアンカーユニット。ガードチェイサーの後部右側に収納されている。
ジュラニウム・グレード10で造られた三つ又のトレブルフックアンカーを、高圧縮されたガスにより射出する。アンカーには最大100メートルまで収納可能なアクティブラインがつながっており、パワーウインチユニットの働きにより最大20トンまでの引き込みが可能である。
他の装備が攻撃用に開発されているのに対し、GA-04だけは支援用の機能を持たされており、敵をアクティブラインでがんじがらめにする、高所にアンカーをフックして壁面を登る、遠くの目標物を手繰り寄せるといった多彩な使い方ができる。
G3が装備しているスチルも存在するが、映像作品には『仮面ライダーアギト・3大ライダー超決戦ビデオ』で「G3-Xの新武器」として初披露された。

GX-05 ケルベロス
G3-X専用の携行型重火器。初めから対アンノウン用に開発されているため、数々の戦果を挙げることに成功している。
アタッシュモード
運搬用の形態で、ガードチェイサー後部に搭載される。
GX電磁ロックにより形態を固定されており、解除スイッチに「132」を入力することでGトレーラーからの信号が送られ、モードチェンジが可能となる。
バルカンモード
攻撃用の形態である超ロングバレル・ガトリングガン。超硬金属ハイメタル製の特殊徹甲弾を120発備えたGXエネルギーマガジンを側面に取りつけ、砲身下部のリピーターを手前に引くことで装填。ガトリングマズルから1秒間に30発の連射を行う。
エネルギーマガジンは、G3-X背面のタートルシェル下部にあるマウントスペースに、2個まで取り付けておくことができる。
GXランチャー
バルカンモード側面の固定ボルトに衝撃緩和用グリップとしてGM-01を取り付け、上部にGM-01から取り外したCCDターゲットスコープを装着した形態。
砲身後部の弾倉解除スイッチを押すことで取り出したGX弾を先端に取り付け、射出する。その破壊力は、仮面ライダーアギトのライダーキックに匹敵する約30トンに及ぶ。

GK-06 ユニコーン
G3-X専用の電磁コンバットナイフで、左上腕部に装備されている。
電磁エネルギーで切れ味を強化した刀身は、伸縮自在。GS-03に比べると軽量で扱いやすいが、威力は1/2に低下している。
ガードアクセラー
ガードチェイサーの始動キー。
電磁警棒としての機能も備えており、G3-Xの左腿に装備されている。

#### 仮面ライダーG3 / G3-Xの専用ビークル
ガードチェイサー
仮面ライダーG3用に開発された高性能白バイ。仮面ライダーG3-XやG3マイルドも、同車両を使用する。
製作コンセプトは高速での安定性を重点に置いており、開発当初はトライチェイサー2000などのデータが用いられていたが、搭乗者やベース車種が全く異なっていたため、実際には完全な新設計となった。
電磁警棒としても使用可能な右ハンドルのガードアクセラーを始動キーとし、無公害の水素燃料エンジンで走行する。また、水素燃料が切れたときの予備として大容量バッテリーが搭載されており、緊急時の電力供給源として転用することも可能である。
車体前方のライトは、高感度赤外線センサーや暗視カメラ、プロジェクターヘッドランプを兼ねている。またフロントカウルにはレーザー測定式速度センサーを内蔵。特殊防弾ガラスを超硬樹脂で挟んだ構造のエアブレイクフェアリングシールドで、搭乗者を風圧から保護する。
車体は頑強で、アンノウンに体当たりしても傷ひとつ付かなかった。座席のコルバンズシートは、イギリスのコルバンズ社の特注品である。前後輪のスーパーラジアルタイヤは、超硬質ケブラーをハイグリップラバーで挟んだ構造の「マグナBTR」であり、パンク時にはプロテクト剤が自動的に噴射されて瞬時に修復される。
車体の各部には特殊装備ボックスが設けられており、前部左側にGM-01、前部右側にGG-02用グレネードユニット、後部左側にGS-03、後部右側にGA-04を収納する。GX-05の実装後は、後部トランクの上に専用ボックスが追加された。
- 撮影用車両のベースモデルは、ホンダ・X4。デザイン画での車体はメタリック・シルバーに塗られていたが、実車ではホワイトに変更されている。
- 「チェイサー」と付く名称は、前作『仮面ライダークウガ』に登場した警視庁製バイクの流れを汲んでいる。

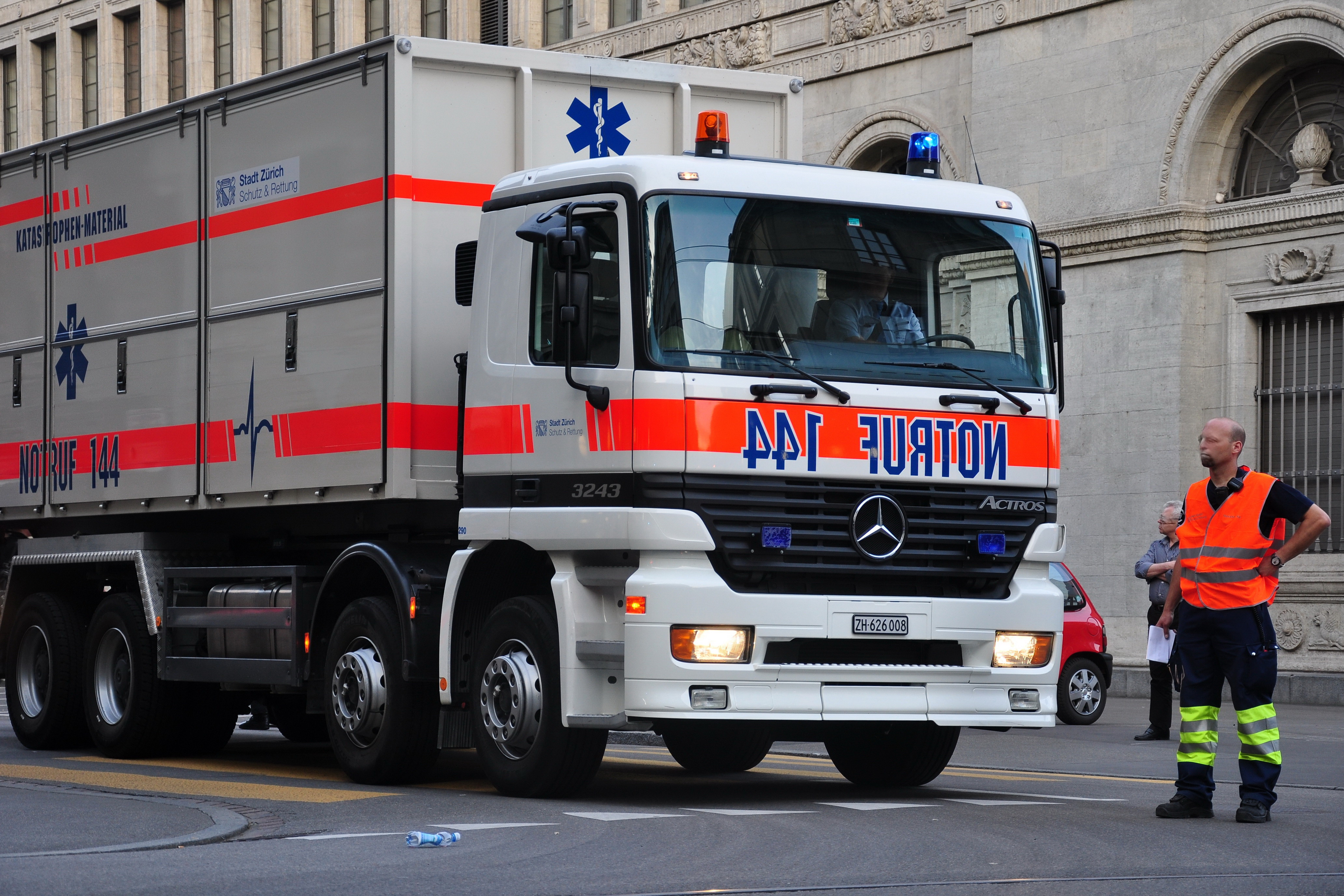
劇用車と同型のアクトロス
（画像は欧州仕様）

Gトレーラー
G3システムのバックアップやメンテナンスを行うための移動基地。ドライバーに加えて、小沢澄子や尾室隆弘らG3ユニットが搭乗し、G3本体とガードチェイサーも積み込まれている。
平時は警視庁の駐車場に停められており、G3ユニットの待機場所を兼ねている。出動時には車内でG3の装着作業を行うほか、後部からマシンタラップを伸ばすことで減速することなくガードチェイサーを発進させることが可能である。アンノウンとの交戦時には、コンテナ内部のオペレーター席でG3から送られてきた情報を分析し、戦闘の指揮を執る。
トレーラーコクピットは3人乗りだが、通常はドライバー1名のみが搭乗している。ジュラルミン合金製の特殊合金ボディーは非常に堅固で、ミサイルをも跳ね返すことができる。特殊強化ゴムで造られたチューブレスタイヤは、パンクすることのない仕様となっている。
1号車
第1 - 8話で使用された。車体色は白と青のツートンカラー。
車内にはG3システムがむき出しで置かれており、「試作段階」といった趣がある。
2号車
第9話から使用された。車体色は青一色。
G3システムの改良に伴う変更で、G3は壁面のロッカーに収納されるようになり、車内の見た目がすっきりとした。
- 撮影用車両のベースモデルは、メルセデス・ベンツ・アクトロス。1号車は、ダイムラー・クライスラー日本（当時）に交渉した結果として提供されたホワイトカラーの車体で、劇中設定に合わせた塗装の変更や装飾の追加が行われた。2号車はナンバープレートこそ同じだが、新しいベース車両を用いており、運転席上部の屋根の形状やランプ類の配置で相違を確認できる。
- コンテナ内部は撮影所内に建てられたセットだが、第1話で描写された、走行中のGトレーラーからガードチェイサーが発進する場面では、実際に走行する車両も用いての大掛かりな撮影が行われた。当初はスタッフの間で、ガードチェイサーの向きについての意見が分かれたが、実際の作品では後ろ向きにタラップを降りるようになっている。

#### V-1システム
V-1（）システムは、仮面ライダーギルスによって破壊された仮面ライダーG3に代わる新装備として開発された、新型の特殊強化装甲服。G3システムの装着員から外された北條透が、復権を狙って発案したもので、装着員は北條自らが務める。開発陣には、小沢澄子の恩師にあたる高村光介教授を中心とする、人間工学・エネルギー工学の権威や精神科医など日本有数の人材が集っていた。
性能はG3を上回っているが、小沢が同時期に開発した仮面ライダーG3-Xに比べると劣る。外見はG3やG3-Xよりも機械的で、銀一色に彩られている。
実戦でアピス・メリトゥスを撃退する成果を挙げたV-1は、G3-Xと優劣を競うための合同演習でも警視庁幹部をうならせるほどの活躍を披露する。しかしマヌーバ中に、制御不能となって暴走したG3-Xの攻撃を受けて破壊されたため、開発プロジェクト自体もG3-Xの性能を知った高村が放棄したことにより、採用されずに終わった。
ツール
V-1ショット
専用の自動小銃。
合同演習では100パーセントの命中率を記録した。

### 仮面ライダーギルス
城北大学に在籍する水泳選手であった葦原涼が、交通事故による負傷の衝撃で「アギトの力」に覚醒し、変身を遂げた姿。身体能力は仮面ライダーアギトを上回っており、肉体の一部を変異させた武器を用いて戦う。また、前蹴りや回し蹴りなど、種類豊富な足技を多用する。
ギルスはアギトの亜種とされているが、詳細は不明である。涼の変身を目撃した「闇の力」は「アギト……いやギルス。珍しいな」とつぶやいており、種としてはアギトと同じだとみなしていた。
ギルスの肉体は不完全なものであり、変身するたびに涼は体への負担に苦しみ、老化現象にさいなまれた。しかし、後に風谷真魚の力を受けることでこの弱点は解消され、自在に変身できるようになった。
変身に際して、涼は顔の前で両腕を交差させたのち、手のひらを上に向けた形で両腕を下げる。次いで「変身！」と叫んでから跳躍すると、全身が光に包まれ、メタファクター中央の賢者の石から生体エネルギーが発せられる。そして生体装甲が身を覆うことで、変身完了となる。以上が最もオーソドックスな流れだが、変身シーンの初披露となる第6話では、涼の右隣にギルスの実像が浮かびあがることで、変身を遂げる演出だった。ほかにも跳躍の有無や手の動作の違いなどがあり、ギルスの変身ポーズは多彩であった。
ギルスの全身は、ダイヤモンド並みの硬度がある濃緑色の生体装甲皮膚ミューテートスキンに覆われているが、この皮膚は不完全な存在のため、栄養素を求めて涼の体を蝕んでいる。また、胸部の生体装甲バイオチェストも、日々成長を続けているために涼の肉体を浸食している。
両腕にはライヴアームズ、両脚にはライヴレッグスと呼ばれる生命鎧が寄生しており、エネルギーを吸収する代わりにギルスの意思に応じて武器を生成する。ライヴアームズとライヴレッグスの管理は手足に埋め込まれた緑色のハンドリングオーヴが行っており、もしこの器官が破壊されると、腕や脚の制御が利かなくなってしまう。
赤い複眼デモンアイズは、暗闇でも昼間のように見渡すことができる。額には、賢者の石とほぼ同じ物質で構成された金色の第3の目ワイズマン・オーヴがあり、敵の弱点を瞬時に見抜くほか、閃光による目くらましや催眠波による他者の操作も可能である。口元には銀色の鋭い牙デモンズファングクラッシャーがあり、喉の奥からは超音波ギルスホーンを放って敵を撹乱する。
2本の角ギルスアントラーは感覚器官であるのと同時に、余剰エネルギーを体外に放出する役割も担っている。しかしギルスの胸には、仮面ライダーアギトと異なりワイズマン・モノリスがないため、自分の意思とは無関係にエネルギーの限界が訪れてしまう。その際のギルスアントラーは、萎縮して短くなる。
当初の涼はアンノウンに対する明確な敵愾心は持っておらず、場当たり的に戦っていたが、やがて「自らが人々を守る」と心を決め、強い意志のもとにアンノウンの脅威へと立ち向かうようになった。
ツール
メタファクター
仮面ライダーギルスの変身ベルト。中央に収められた賢者の石から生体エネルギーを発生させ、装甲を強化する。
仮面ライダーアギトのオルタリングと異なり、左右のドラゴンズアイがないため、フォームチェンジはできない。

必殺技
ギルスクロウ
両腕のライヴアームズから生えた鋭いカギ爪で、敵を切り裂く。
ギルスフィーラー
ライヴアームズから生えた伸縮自在の触手を、鞭のように振るう。
ギルスヒールクロウ
ライヴレッグスのかかとから鋭いカギ爪を伸ばし、跳躍してかかと落としを決める。破壊力30トンの最強技。
ギルスヘルスタッブ
『仮面ライダーアギト・3大ライダー超決戦ビデオ』で使用。
手の爪で敵の体を刺し貫く。

その他の登場作品
『オーズ・電王・オールライダー レッツゴー仮面ライダー』
終盤の一場面において、CGによる再現という形でギルスがわずかながら登場している。

#### 仮面ライダーエクシードギルス
アナザーアギトに敗れて生命の危機に瀕した葦原涼が、真島浩二の中で目覚めつつあった「アギトの力」を与えられたことで、極限まで進化した姿。全身の至るところから鋭いカギ爪が生えており、胸にはワイズマン・モノリスが出現。また、腕から生える触手のギルスフィーラーがなくなった代わり、背中から伸びるより強力な触手のギルススティンガーが加わっている。
劇場版での登場経緯はテレビシリーズと異なっており、戦闘中に右腕を切断されたギルスが、自らに備わった防御本能の高まりによって、腕を再生させながらエクシードギルスへと進化している。
強化変身に際して、仮面ライダーギルスは顔の前で両腕を交差させたのち、手のひらを上に向けた形で両腕を広げながら、デモンズファングクラッシャーを開いて雄叫びを上げる。すると胸にワイズマン・モノリスが現れてフォースを放ち、体の各部から突起が生えていく。最後に額のギルスアントラーが伸びて、変身完了となる。基本的な変身プロセスは以上のとおりだが、葦原涼の姿から直接エクシードギルスに変身することも可能である。
エクシードギルスの状態では、赤く変色したギルスクロウとギルスヒールクロウが常時伸びている。さらに余剰エネルギーによって両肩にはギルスショルダークロウ、両腕にはギルスアームクロウ、両膝にはギルスニークロウというカギ爪が新たに生成されている。
胸の中央に配置されたワイズマン・モノリスは、メタファクターが放つフォースを全身に効率よく供給し、循環させている。また、ワイズマン・モノリスから力を得て誕生した赤い生体装甲ギルスワームが胸から背中にかけて走り、ギルススティンガーを作り出す。
頭部のギルスアントラーは、元の2本に加えて中央部が伸びている。エクシードギルス時にギルスアントラーが萎縮することはないようである。
ツール
メタファクター
変身ベルトの色が通常のギルスから変化しており、賢者の石は黄色になっている。

必殺技
エクシードヒールクロウ
高く跳躍し、かかと落としの要領で足のカギ爪を敵に突き立てる。破壊力は40トン。
ダブルエクシードヒールクロウ
両足でエクシードヒールクロウを決める大技。
最終決戦で使用され、風のエルを撃破した。
ギルススティンガー
背中から伸びる触手で、敵をからめとって動きを封じる。
槍のように突き刺すことも可能で、その際の破壊力は50トンに及ぶ。

その他の登場作品
『仮面ライダーディケイド』
第12,13話の「アギトの世界」において、エクシードギルスがアギトになる未完成体として登場。芦河ショウイチが変身する。

#### 仮面ライダーギルスの専用ビークル
ギルスレイダーは、仮面ライダーギルスの専用バイク。葦原涼がギルスに変身すると同時に、涼の愛車であるホンダXR250がギルスの細胞と融合することによって変貌する。
半機械半生物のバイオマシンであるギルスレイダーは自らの意志を持っており、無人走行でギルスのもとに駆けつけることができる。
フロントカウルにある黄色のプロテクトフィールド発生レンズによって不可視の力場を生成し、障害物への突撃を行う。レンズの下に備わったギルスアイは、仮面ライダーギルスの複眼と同等の機能を持ち、視認した情報をギルスの脳へと伝達する。また、フロントカウルの左右にはデモンズクローが伸びており、毎秒250万回の振動波を放つことで、3メートル以内の物体を直接触れることなく切断する。
前後輪のフォースホイールはギルスの意思によって回転が制御されており、決してパンクすることはなく、80度の急斜面にも粘着して駆け上がることが可能である。
車体前方に埋め込まれたギルス・ストーンが動力源となっている。車体後部の左右には、自己修復機能を司る黄色のゲノムストーンが備わっており、どちらか片方の石が残ってさえいれば、全壊状態からでも復元する。半壊状態であれば、36時間で車体の再生が完了する。
車体後方に伸びる2本のデモンズテールは、ギルスのメタファクターから発生した余剰エネルギーを放出する役割がある。

### アナザーアギト
あかつき号の乗客だった外科医の木野薫が、船上で「光の力」を浴びたことにより「アギトの力」に覚醒して変身した姿。その戦闘能力は、仮面ライダーアギト シャイニングフォームに匹敵する。アナザーアギトにフォームチェンジ能力はなく、また専用武器も持たないが、持ち前の格闘能力だけでアギトやギルスを相手取って優位に戦闘を展開してみせた。G3-Xから奪ったGM-01を使用したのが、唯一の武器の使用例である。
変身に際しては、まず両腕を左右に広げ、次に拳を体の前で交差させる。すると賢者の石と、それを収めるアンクポイントが出現する。木野が「変身」と発声すると賢者の石が輝き、オルタフォースが体を包み込んで全身の筋肉や器官が強化され、変身完了となる。バイクの運転中に変身する場合もあるが、その際はポーズをとる必要はなく、「変身」と発声するだけでアナザーアギトに変貌する。
アナザーアギトは、エルロードの因子を受け、仮面ライダーアギトとは異なる進化を遂げている。全身を黒い生体装甲皮膚ミューテートスキンで覆い、胸部は濃緑色の強化外骨格バイオアーマーで守られている。胸の中央にはワイズマンモノリスがあり、アンクポイントから発生するオルタフォースを全身に効率よく供給し、循環させている。
手足から生えている感覚器官バイオクロウは、刺突や斬りつけに用いることも可能。左肩にはアギトマークが描かれている。背中に垂れるオレンジ色をした2枚のライヴウィングは、身体バランスを司るだけでなく、アナザーアギトの意思によって変形し、滑空翼ともなる。
赤い複眼アギトアイズは、視界の広さや視認可能距離などで、常人をはるかに超えた能力を備える。額にあるマスターズ・オーヴは賢者の石とほぼ同等の物質で構成されており、ダークホッパーと意思の疎通を行える。V字型に伸びた角アギトホーンは、感覚器官であるのと同時に、余剰エネルギーを放出するための放力板でもある。口に生えた牙を覆い隠すクラッシャーは、噛みつき攻撃を行う際や、必殺技発動時に展開する。
木野が抱いていた「人々を救いたい」という志は「人々を救うのは自分だけでいい」という形に歪んでしまい、アギトやギルス、さらには「アギトの力」に目覚めようとしている人たちにまで襲撃をかけた。しかし衝突を繰り返すうちに、津上翔一や葦原涼の人となりを知っていき、次第に仲間意識が芽生え、彼らと共闘するようになった。
ツール
アンクポイント
アナザーアギトの変身ベルトで、中央に賢者の石が埋め込まれている。通常、アンクポイントの構成物質は木野薫の体内に拡散されて配置されており、木野の変身の意思に応じて腰に出現する。

必殺技
アサルトキック
クラッシャーを開き、足元に描かれた紋章の力を両足に集約して、空中から敵に蹴りかかる。破壊力は約40トン。
アサルトパンチ
『仮面戦隊ゴライダー』で使用。
アサルトキックと同様の方法で放つ必殺パンチ。

#### アナザーアギトの専用ビークル
ダークホッパーは、アナザーアギトの専用バイク。木野薫が乗用しているバイクが、アナザーアギトへの変身に伴いアンクポイントから発せられるオルタフォースを受けて、変貌した姿である。
オフロード型バイクの形状をしているが、ギルスレイダーと同様に半ば機械、半ば生物であり、自らの意志で自律走行することもできる。
前後輪のフォースホイールにはアナザーアギトの細胞が取り込まれており、決してパンクすることはなく、80度の急斜面をも駆け上がる。フォースホイールは賢者の石の力によって直接回転しているので、元のエンジンは駆動装置ではなくなっているが、その代わりオルタフォースを一時的に蓄積して車体へと効率よく供給させるホッパーハートへと変化している。
フロントカウルのダークヘッドは、分子配列レベルで硬化している。二灯式プロジェクターヘッドライトのダークアイは、灯火装置であるのと同時にこのマシンの眼でもあり、厚さ15メートルの物質を透視して、得られた情報をアナザーアギトの脳へと伝達する機能がある。ダークアイの後ろには4枚の安定翼ホッパーウィングがあり、グライダー機能による空中滑走を可能としている。
車体後部に伸びる2本のバランサー・ホッパーテールにはレーダー機能が備わっているほか、敵を撹乱するための煙幕を張ることもできる。

## アンノウン
神（闇の力、オーヴァロード、テオス）に仕えるマラークと呼ばれる存在であり、地球上の動物を模した半獣半人の姿を持つ超越生命体。
種族ごとに「 -（一般用名称 / モチーフとなる動物の英語名）ロード（+正式名称 / ラテン語や古典ギリシア語での種族と特徴）」と呼称されており、種族的観念とそれに基づいた階級があるらしく、似た容姿で複数のアンノウンが同時に行動する際には、指揮官らしき存在クイーンロードが登場している。高位の怪人はエルロードと呼ばれる。劇中で各アンノウンの名前が呼ばれることはない。
「アンノウン」の名は警察が氷川誠からの報告を受けて、未確認生命体を超える新たなる敵、謎の存在として警察が命名した呼称であり、軍事用語で「国籍不明機」を意味する「unknown」に由来する（第2話）。
殺しや特殊能力を行う際には、左手で右手の甲を“闇の力”の文字の形に辿るという、殺しのサインを切る。対象を生きたまま樹の洞に詰めこんだり、さらには対象の体組織を別の物体に変えたりなど、人間には実行不可能な犯行から「不可能犯罪」と呼ばれる一方、同族ならば殺害方法は共通する。監視カメラなどでは磁場が発生し、歪んだ姿となるため、不可視となってしまう。
目的は神が恐れるアギトの殲滅であり、主にアギトの種を持ち、アギトになる可能性のある人間（超能力者）を血族ごとに殺し回っている（胎児も該当）。
一方で、神が人間を愛しているために、アギトの力を持たない人間を殺すことは極力禁じられており、ターゲットおよびその殺害を妨害する者（主に護衛している警察官など）以外の人間は襲うことはなく、第34話で水のエルがG3-X＝氷川を圧倒して追いつめた際、「アギトではないから」という理由で止めを刺さずに終わっている。禁を破ったアンノウンは“闇の力”から制裁が下される。
能力の発動時や、ライダーの技を受けて爆死する直前に、天使の輪のような円盤状の発光体が頭上に出現する。また、各自の武器はそこから召喚して装備する。各個体共通して、同じベルトのバックル、羽を象った装飾品、背中には鳥獣系以外のアンノウンにも羽根が変化したような突起がある。

### エルロード
通常のアンノウンの上に君臨する高位のアンノウンで、闇の力に代わってアンノウンを指揮して超能力者の抹殺を行う。下位のアンノウンよりも進化が進んでいるため、背の羽はより大型化しており、知能や能力が発達したことにより、人間の言語を理解し、話すこともできる。また、闇の力の体内で進化することも可能。貴族、様式、美意識のような風格、そしてライダーと共通する複眼を持つ。
オープニングで登場したイコン画には、エルロードらしきものが全部で7体描かれている。その正体はテオス（闇の力）によって、古代に誕生した生命体・マラークで、7人存在し、そのうちの一人であるプロメス（光の力）は、マラークから人間を守るため、人間との間にネフェリム（アギト）という戦士を生み出した。

#### 水のエル
クジラに似た姿のエルロード。第33 - 35, 42話に登場した。
口からは人間を絶命させる息を吐き、手から発生させた衝撃波はアギトを変身解除に追い込む威力がある。また、肉体には再生能力が備わっており、G3-XにGX-05で撃たれて皮膚が穴だらけになった際も、瞬時に元の姿に戻っている。青い光球となって空中を高速飛行するが、実体化した状態でも空中に浮遊できる。さらに、人間の体に憑依することもでき、前述の衝撃波は乗り移ったままでも使える。
武器は長杖・怨嗟のドゥ・サンガ。この杖に打たれた者は身動きが取れなくなり、至福のうちに絶命するという。
オルカロード ケトス・オルキヌスと、マンティスロード プロフェタ・クルエンシスの2体を直属の配下としている。両者ともアギトと互角に渡り合える実力の持ち主であったことは、そのさらに上に立つ水のエルがどれほど強大な存在であるかを示していたと言える。
劇中では、「光の力」と遭遇した津上翔一（沢木哲也）を始末するために「あかつき号」を襲撃し、アギトへの初変身を遂げた翔一を海に叩き落したものの、殺害には失敗する。その後、あかつき号に乗船していた関谷真澄に憑依し、「アギトの力」に目覚めつつある他の乗客たちの監視に入った。
それから1年後、真澄の体を利用して、あかつき号関係者たちの抹殺を開始する。やがてアギトやギルス、G3-Xと対戦した際は、圧倒的な力を見せつけるものの、バーニングフォームとなったアギトが繰り出したバーニングボンバーには耐えきれず、青い光球となって「闇の力」のもとへ敗走した。
水のエル 強化体
水のエルが「闇の力」の体内で進化した姿。第41 - 43話に登場した。
左右に肩垂れが出現しているほか、武器は鋭い切れ味の戦斧・怨念のバルディッシュに変わっている。また内面にも変化が見られ、仮面ライダーたちを苦しめて、いたぶることに喜びを覚えるようになった。
強化前と比べると戦闘能力の向上はすさまじく、手をかざすことで衝撃波を発生させるのは同様だが、G3-Xが撃ったG3ランチャーの弾丸を空中で停止させると、その標的をギルスに変えてみせた。単純な腕力も強く、エクシードギルスのギルススティンガーを引きちぎった。
怨念のバルディッシュの機能は振り回すだけに留まらず、アサルトキックを放ったアナザーアギトをいったん吸収したのち、アギトの方向へと撃ち出して同士討ちさせるという離れ業を披露している。
さらに、空中に描いた紋章を、地面に叩きつけることで大爆発を起こし、4人ライダーをまとめて追い詰めた。
だが、一度は気絶させたアギトが回復してバーニングフォームになると形勢を逆転され、アギトのバーニングパンチ、エクシードギルスのエクシードヒールクロウ、アナザーアギトのアサルトキックを立て続けに喰らう。最後はシャイニングフォームへと強化変身したアギトのシャイニングライダーキックで致命傷を受け、「闇の力」のもとへと逃げ戻るものの、二度目の再生はかなわず、大量の水となって絶命した。
- 頭部の造形は、マッコウクジラやゴンドウクジラのような歯クジラのイメージ[157]。丸みを帯びた額部は、超音波を放つメロン体を意識している[157]。
- 武器の「ドゥ・サンガ」とは、ムガル帝国の兵士が用いた二又の槍のことで[158]、その先端はクジラの尾びれの形にデザインされている[157]。

その他の登場作品
『オーズ・電王・オールライダー レッツゴー仮面ライダー』
アンノウン代表として国連本部の会議に参加。

#### 風のエル
タカに似た姿のエルロード。第47 - 49, 51話に登場した。
「闇の力」が眠る聖域を守護することを目的としており、アギトや超能力者たちの処分に赴かないところが、他のアンノウンとは異なる。また、頭上に光輪が現れないことも、他のアンノウンとの相違点として挙げられる。
手足を駆使した格闘技に長けており、パンチやチョップなどの打撃技を繰り出すだけでなく、敵のパンチを受け止めてひねり上げ、あるいは回避してから敵の拳の上に立ってみせるなど、防御能力も高い。肉体的にも頑丈で、ギルスが胸部にパンチを当てたこともあったが、まったくひるませられなかった。
左右どちらかの手を大きく開くことで、自在に風を巻き起こすことができる。その威力は、アギト バーニングフォームが放ったバーニングライダーパンチの炎を吹き消すほど。
武器は光る矢を放つ長弓・憐憫のカマサ。矢に射貫かれた人間の肉体は一瞬で消滅し、跡には着用していた衣服だけが残される。接近戦では弓を振るって敵を打ち据えたり、あるいは敵の攻撃を受け止めることも可能である。
劇中では「闇の力」の体内から青い光球の姿で出現すると、眠りについた「闇の力」の周辺を聖域と定め、踏み入った人間たちを憐憫のカマサから放つ矢で始末していた。その場面に居合わせたギルスとは2度、アギトとは1度対戦し、いずれも勝利している。しかし彼らを変身解除まで追い込んでも、「闇の力」を守ることを優先させて聖域に帰還し、とどめを刺すことはなかった。
最終決戦では、聖域に乗り込んできた3人ライダーを地のエルとともに迎え撃ち、一時は優位に立つ。しかし、一瞬の隙を突かれてG3-Xが撃ったGXランチャーの弾丸を胸元に受け、続けてエクシードギルスのダブルエクシードヒールクロウを両肩に打ち込まれて、爆死を遂げた。
- 草彅琢仁は、女性型としてデザインしたと語っている[159]。頭部の形状はフィリピンワシをイメージ[159]。全身の配色はサンショクウミワシに近いが、甲冑の部分には古くから日本で高位の貴族を象徴してきた蝦茶色を使用している[159]。
- 武器の「カマサ」とは、インド中西部の山岳地方に住まうビール族の長弓のことだが[158]、デザイン上は和弓をモデルとしている[159]。

その他の登場作品
『オーズ・電王・オールライダー レッツゴー仮面ライダー』
ショッカー怪人として登場。

#### 地のエル
ライオンに似た姿のエルロード。第49 - 51話に登場した。
右腕は黒く、左腕は白い。頑強な皮膚は、アギト バーニングフォームのバーニングライダーパンチをも寄せ付けなかった。地中を移動する能力を備えているが、青い光球となって空中を飛行することもできる。
手のひらから放つ熱砂を浴びた人間は、たちまち灰燼と化す。この熱砂にはもうひとつの効果があり、アギトとの対戦時には爆弾のように爆発していた。
使用武器は長剣・敬虔のカンダで、ギルスの首を斬りつけて深手を与えた。
劇中では「闇の力」の体内から現れると、超能力者への襲撃を指示され、活動を開始。次々と標的の人間を始末していき、遭遇したギルスも一蹴する。さらに「アギトの力」に目覚めつつある岡村可奈を狙ったところ、居合わせたアギトの妨害を受ける。戦いの当初は優勢だったが、シャイニングフォームへと強化変身したアギトのシャイニングクラッシュを受けて敗北し、「闇の力」のもとへ逃げ戻った。
地のエル 強化体
地のエルが「闇の力」から放たれた黄金色の光を浴びて進化した姿。第51話に登場した。
左右の肩垂れが新たに出現している。武器は引き続き敬虔のカンダを用いるが、一度は致命傷を負わされたシャイニングカリバーの斬撃を受け止め、逆に両断するほどに戦闘能力が強化された。手のひらから放つ熱砂も健在である。
聖域まで追撃してきたアギト シャイニングフォームと対峙し、風のエルと連携して変身解除に追い込む。そこへ駆けつけたG3-Xの底力に気圧されつつも、なお優勢であったが、さらにエクシードギルスまで合流したことで、風のエルと分断される。再び立ち上がってきたアギトとの再戦にもつれ込むと、一気に劣勢となり、最期はシャイニングライダーキックを受けて爆死した。
- 出渕裕は、先行して草彅琢仁がデザインした水のエル・風のエルとポリシーを合わせるように描いた、と語っている[162]。色調は「大地の緑」をイメージして、グリーンがかったゴールドにまとめられた[162]。ただ、左右の腕の色の違いは、実際の映像作品だと大きな効果を生んでおらず、出渕は「もう少し大胆に色分けしなくては意味がないのかもしれません」と反省している[162]。
- ライオンというモチーフは、同時期の『百獣戦隊ガオレンジャー』とバッティングしないように避けられてきたものだったが、戦隊側がクリスマス商戦を乗り切ったことで「もう大丈夫だろう」と判断が下され、『仮面ライダーアギト』最終盤でついに採用となった[162]。
- 武器の「カンダ」とは、ムガル帝国崩壊の一因を担ったマラーター族が用いた刀剣のこと[167]。切っ先だけが幅広い独特の造形は「これまでと違った形のものを」と出渕が提案した[162]。

## 設定・用語
アギト（ΑGITΩ）
光の力が太古の昔に蒔いたアギトの力を宿した人間が、自然発生や不慮の事故などの理由で植え付けられた力に覚醒して変身する人類の進化系。そのため、変身の可能性は多くの人間に秘められており、涼のように遺伝によって親から子へ受け継がれる場合もある。
アギトの種を持ち、力に覚醒しはじめた人物は予知やサイコキネシス、治癒能力といった様々な超能力を発現するようになり、覚醒の度合いがより大きいとアンノウンすら怯ませるほど強力な念動力を放つことができるようになる。もっとも、超能力を極限まで行使すると、体の一部が干からびて、特定の超能力を失うこともある。
やがて完全に力に覚醒した人物は、一定の苦痛を肉体に伴い、超能力と引き換えに常人の力を遥かに超えた身体能力を持つアギトへと進化する。アギトに進化した者の多くは、津上翔一が変身するアギト グランドフォームと同様の姿への変身能力を得るが、ごくまれに不完全な進化をした場合は葦原涼のようにアギトの亜種・ギルスとなる。また、木野薫はより有機的な姿のアギト・アナザーアギトとなるが、両者が対峙した場面に遭遇した人間がアギトが2人いることに困惑する場面があるなど、実際には翔一の変身するアギトもまた、作中世界の人間にはこのアナザーアギトとほぼ同じ姿に見えていることが示唆されている。
アギトの力は人類の多くが宿しており、彼らはみなアギトとなる可能性を秘めている。しかしアギトに覚醒しても力を完全に制御できるとは限らず、翔一や雪菜のように自身の意思に反して暴走してしまうケースもある。
さらに、力を完全に覚醒させてアギトとなっても、進化そのものは止まることはない。
弱点はいずれもベルト中央部に埋め込まれている賢者の石であり、終盤で闇の力はアナザーアギトやギルス、アギトのベルトに念力を浴びせて破壊し、彼らからアギトの力を奪うという行為に出る。

未確認生命体対策班S.A.U.L.
S.A.U.L.とは、「Squad.Against.Unidentified.Lifeforms.」の略称。物語の始まる2年前に日本で発生した「未確認生命体事件」の終結後に、さらなる未確認生命体の出現を想定して、警視庁内に結成された特別部署。数名の幹部会を監査役に、G3ユニットとオーパーツ研究局で構成される。警視庁内に、G3やG3-X専用の特別演習ルームを複数持つ。
未確認生命体が滅びてから2年間、次なる脅威に対するための準備を行っていたが、未確認生命体に相当する敵が現れず、この部署の存在が疑問視されていた。しかし2001年にアンノウンが出現したことにより、本格的に稼働することとなる。
G3ユニット
対未確認生命体用特殊強化装甲服である「G3システム」や「G3-Xシステム」を運用して、最前線で未確認生命体と戦うチーム。主要メンバーは主任である小沢とシステム装着員の氷川、オペレーターの尾室の3名で、他にはGトレーラーを運転する専任のドライバーがいる。
メンバーはコバルトブルーの6つボタンジャケット（冬服）や、白を基調としたシャツジャケット（夏服）を制服として着用する。前述の活動拠点兼移動指揮車のGトレーラーとして使用しているベンツの他、日産エクストレイル（T30型）を専属車両として有している。
物語前半から中盤までは、対アンノウン戦にG3が戦果を挙げられないことが多く、北條による2度の参入といった干渉や新開発したG3-Xの暴走などの事態も重なり、たびたび存続の危機に立たされるが、中盤以降はそのような問題は起きなくなり、活躍の場を増やしていく。
終盤では、1ヶ月間アンノウンが出現しない中で、活動方針を「アンノウンを駆逐するアギトからアンノウンを保護する」へと変更し、尾室と三たび参入した北條が活動にあたり、氷川と小沢はユニットから外される。しかし最終回で、2人はGトレーラーを北條から奪取し、尾室と共にアンノウンとの最後の戦いに赴く。
1年後には既に解散しており、その活動は新結成された「G5ユニット」に引き継がれている。
未確認生命体対策班・オーパーツ研究局
超古代文明の研究を専門とするチーム。沖縄県与那国島で発見されたオーパーツをコンピュータで解析・解読し、そこから出現した遺伝子モデル状の物体を特別編成された研究班が実験した。その結果、赤子の姿で闇の力を現代に出現させた。
メッセンジャーRNAを合成したタンパク質の生成による遺伝子実験の失敗によって、解散する。

あかつき号事件
物語の始まる半年前に、瀬戸内海で起こった海難事故。
13時発の高松に向かうフェリーボートあかつき号が快晴の瀬戸内海を航行中、キャビンに瀕死状態の光の力が出現、死亡が確認されたが、その後船は暴風雨に見舞われ、同時に息を吹き返した光の力が最後の力である眩い光を翔一を中心に放射して、乗員・乗客たちもその余波を受けると消滅した。
しかしその直後、暗雲から水のエルが光の力を追って船内に出現、眩い光を多量に浴びた翔一を襲うが、乗客たちが見守る中、翔一はアギトへと進化し、水のエルと対峙するものの、敵わずに海中に没してしまった。翔一の安否を確認しようとする乗客たちに対し、水のエルはこの一件を口外しないよう口止めし、彼らの監視のため乗客の一人である真澄に憑依した。
香川県内を警邏中だった巡査時代の氷川は、あかつき号を包む巨大な光を目撃し、付近を航行していた漁船の協力を得て、暴風雨に見舞われたあかつき号に辿り着き、翔一を除く怯えていた乗客9名を全員救助した。
後日、翔一は瀬戸内海の浜辺で地元の女子高生たちに、記憶を失った状態で発見された。
事件発生の際に海上保安庁が出動しなかったのは、海上保安庁の巡視船を私的に使用し、保安庁幹部の幼なじみである警視庁の警視正を迎えに行っている最中で、あかつき号の救助信号を無視したからと作中で言及されている。

## キャスト
メインキャストである賀集利樹、要潤、友井雄亮は、本作品と同時期に放送された『百獣戦隊ガオレンジャー』の出演者や『ウルトラマンコスモス』で主演した杉浦太陽らと共に、通常では特撮ヒーローを扱わないメディアでの露出の機会を増やしている。また、第12話から登場した沢木哲也役には、『超光戦士シャンゼリオン』黒岩省吾 / 暗黒騎士ガウザー役を演じた小川敦史を起用した。小川はその後も、仮面ライダーシリーズにゲスト出演している。

### レギュラー・準レギュラー
- 津上翔一 - 賀集利樹
- 氷川誠 - 要潤 (1 - 26,29 - 41,43,45 - 51)
- 葦原涼 - 友井雄亮[注釈 35] (1 - 12,14 - 30.32 - 41,43 - 51)
- 風谷真魚 - 秋山莉奈 (1 - 22,24 - 27,29 - 47,49,51)
- 風谷真魚（幼少時の回想） - 谷村聡美
- 美杉義彦 - 升毅 (1 - 11,13,14,18.22,24,26,27,29 - 32,34 - 36,40,43 - 47,49,51)
- 美杉太一 - 田辺季正 (1 - 11,13 - 18,20,22,24 - 27,29 - 37,40,41,43,44,47,49,51)
- 木野薫 - 菊池隆則 (35 - 46)
- 小沢澄子 - 藤田瞳子 (1 - 26,30,32 - 41,43,45 - 51)
- 北條透 - 山崎潤 (1 - 26,28,30,33,35 - 40,42 - 46,48 - 51)
- 尾室隆弘 - 柴田明良 (1 - 15,17 - 25,30,32 - 36,38 - 40,43,45 - 51)
- 風谷伸幸 - 中根徹 (7,8,13,30,31,43 - 45)
- 沢木雪菜 - 笠間あゆみ (24 - 27,38,41,42,44,45,50)
- 沢木哲也 - 小川敦史 (12 - 14,16,18,20,26,27,29 - 33,38,39,41,43,44,45,47,49 - 51)
- 青年 - 羽緒レイ (8 - 10,12 - 14,16,18,20,30,33,35,40 - 49,51)
- 河野浩司 - 田口主将 (1 - 6,8 - 10,12 - 14,16,17,20,23 - 25,28 - 30,33,39,43,45,47 - 51)
- 三雲咲子 - 滝沢涼子 (1 - 6)
- 警察幹部[出典 1][注釈 36] - 加地健太郎 (1 - 3,7 - 9,11,12,15 - 19,22 - 26,29,39,47 - 50)、狩野謙 (1 - 3,7,8,11,12,18,19,22 - 26,29,37,39,47 - 50)、野口雅弘 (11,12,22 - 26,29,37,39,47 - 50)
- ラーメン屋の親父 - 諏訪太朗 (11,19,40)
- バイク屋のおやっさん - 中屋敷哲也 (28,47,48,50)
- 榊亜紀 - 佐久間雅子 (15 - 17,20,21,42)
- 真島浩二 - 小谷嘉一 (31 - 42,44 - 46,51)
- 相良克彦 - 田付貴彦 (20,21,26,27,30,31,42)
- 関谷真澄 - 平岩紙 (20,21,26,27,31 - 33,42)
- 岡村可奈 - 森脇英理子 (47 - 50)
- 水原リサ - 水稀未那 (47 - 50)

### 声の出演
- 謎の声 - 岩崎ひろし (20,21)
- 水のエル - 梁田清之 (1,33 - 35,41 - 43)
- 風のエル - くじら (47 - 49,51)
- 地のエル - 三宅健太 (49 - 51)
- ナレーション - 鈴木英一郎
- アナウンサー - 川北桃子、櫻井健介 (テレビ朝日 / 2)

### ゲスト出演者
- 両野耕一 - 後藤ひろゆき (1 - 5)
- 佐伯安江 - 野沢由香里 (1)
- 岡田 - 近藤公園 (1,2)
- 涼の担当医[注釈 36] - 越村公一 (1 - 3)
- だいごの祖父[注釈 36] - 益富信孝 (1)
- 学生[注釈 36] - 高瀬アツシ (1,2)
- 警察幹部[172][注釈 36] - 菅野達也 (1 - 3)
- 佐伯邦夫[173][注釈 36] - 高橋義則 (1)
- ゴミ拾いの男[注釈 36] - 前原実(1)
- ヨウコ[注釈 36] - 乙宮ゆめ (1)
- 警官[注釈 36] - 太田祐一 (1,2)
- だいご[注釈 36] - 荒木大悟 (1)
- 辻口美奈子[174]、辻口恵美子[175][注釈 36] - 和所こづえ (2)
- 駄菓子屋[注釈 36] - 日向宏之 (2)
- 目撃者[注釈 36] - 大久保運 (2)
- 検査医[注釈 36] - 白山照彦 (2)
- 考古学者[注釈 36] - 鄭龍進(3)
- 看護婦[176][注釈 36] - 市麻充子(3)
- キックボードの青年[177][注釈 36] - 池史晃 (3)
- 水泳部員[注釈 36] - 宣吉隆男 (3)
- 母親[注釈 36] - 伊藤みずほ (3)
- 警官[注釈 36] - 飯尾英樹 (4)
- 研究員[注釈 36] - 隈部洋平 (4)
- 少女[178][注釈 36] - 久保結季 (4)
- 赤子（闇の力）[179][注釈 36] - 八木優希 (4)
- 女子高生[180][注釈 36] - 清水美穂、中西未来、岡本ひかり (4)
- ピクニックの家族[181][注釈 36] - 鈴木信明、広崎直美、近藤真由、三浦聖人 (4)
- 片平真由美 - 福澄美緒 (5,6)
- 少年 - 神木隆之介 (5 - 8,39 - 46)
- 水泳部員[注釈 36] - 小山裕達、金原泰成、川村貴志 (5)
- 少年[注釈 36] - 古川慎 (5)
- 少年（闇の力）[179] - 穴井隆文 (7,8)
- 警察幹部[172][注釈 36] - 森下明 (7,8)
- セールスマン風の男[182][注釈 36] - 中川素州 (7)
- ジョギング中の男[183][注釈 36] - やべけんじ (7)
- ジェットコースター点検中の男[184][注釈 36] - 伊藤慎 (7)
- カップル[185][注釈 36] - 倉富幸洋、中沢明日美 (8)
- 紫のニット服の女[186][注釈 36] - 太田好美 (8)
- 三浦智子 - 森下まひろ (9,10,42)
- 父親[187][注釈 36] - 木村真司 (9)
- 少年[187][注釈 36] - 吉武怜朗 (9,10)
- 松井 - 山崎猛 (10,11)
- 刑事[注釈 36] - 岩田安宣 (10)
- 母親[188][注釈 36] - 山形志乃 (10)
- 篠原数樹 - 松嶋健市郎 (11,12)
- 篠原佐恵子 - 中本奈奈 (11,12,42)
- 編み物をしている女[189][注釈 36] - 川満美砂 (11,12)
- 三浦智子の母[190][注釈 36] - 原田千枝子 (11)
- 第一発見者[注釈 36] - 米田基 (11)
- 図書館司書[注釈 36] - 練木有美子 (12)
- 刑事A[191][注釈 36] - 内海修宏 (12)
- 病院の受付[注釈 36] - 山中富士子 (12)
- マスター - 中村文平 (13,14)
- 魚屋 - ただのいっこ (13)
- ケーキ教室の先生[注釈 36] - 片岡富枝 (13,14)
- 鈴木[注釈 36] - 宍戸美和公 (13,14)
- 田中[注釈 36] - 春田季欧依 (13,14)
- 男A[192][注釈 36] - 樋口靖 (13)
- 守衛[注釈 36] - 伊東丈典 (13)
- 医師[注釈 36] - 井鍋信治 (14,15)
- 隣人[注釈 36] - 山田順子 (14)
- 警察幹部[172][注釈 36] - 堀部隆一 (15 - 17)
- 男A[193][注釈 36] - 太刀川健介 (15)
- 男B[194][注釈 36] - 浅倉つとむ (15)
- 太一の母[注釈 36] - 森脇由紀 (15)
- セールスマンの男[195][注釈 36] - 鈴木浩司 (16)
- 司龍二 - 寺杣昌紀 (18,19)
- 警察幹部[172][注釈 36] - 山野史人 (18,19)
- 花村久志 - 宮吉康夫 (18,19)
- 石倉[196][注釈 36] - 浜田大介 (18)
- 犯人[注釈 36] - 神谷秀澄 (18,19)
- 花村ベーカリーの客[注釈 36] - 滝本ゆに (18,20)
- 花村ベーカリーの客[注釈 36] - 秋山恭子 (18)
- 作業員[197][注釈 36] - 仁志初 (18)
- 刑事[注釈 36] - 山元純 (18)
- 司さおり - 堤あきこ (19)
- ジョギングの男A[198][注釈 36] - OSAMU (19)
- ジョギングの男B[199][注釈 36] - SATORU (19)
- 初老の男[200][注釈 36] - 葉山純士郎 (20)
- 花村ベーカリーの客[注釈 36] - 伊藤逢委子 (20)
- 中野宏和[201][注釈 36] - 白井雅士
- 男B[202][注釈 36] - 藤田健次郎 (20)
- 高村光介 - 清水綋治 (22 - 25)
- 若い女[203][注釈 36] - 田中章代 (22)
- 警官[注釈 36] - 渥美正也 (22)
- バンドマンの男[204][注釈 36] - 藤田和久 (22)
- 逃げられたOL[注釈 36] - 此上暁子 (22)
- 医師[205][注釈 36] - 三富一葉 (23)
- 大学生の男[206][注釈 36] - 小倉敏博 (23)
- 少年A[207][注釈 36] - 水野樹希 (23)
- バドミントンで遊ぶ女B[208][注釈 36] - 坂東留実 (24)
- バドミントンで遊ぶ女A[209][注釈 36] - 香取広美 (24)
- 警官[注釈 36] - 川井政和 (24)
- 女A[210][注釈 36] - 高松みずき (25)
- ラーメン屋[注釈 36] - 森元雅寛 (25)
- 事務員[211][注釈 36] - 内田もん吉 (26)
- 執事[212][注釈 36] - 小柳洋子 (26,27)
- 少女A[213][注釈 36] - 郷田由芽 (27)
- 浅野一輝 - 三觜要介 (28)
- 一輝の父[214][注釈 36] - 山城和人 (28)
- 一輝の母[215][注釈 36] - 三島せつこ (28)
- 黒服の男B[216][注釈 36] - 渡邊昌宏 (28)
- 黒服の男A[217][注釈 36] - 井殿雅和 (28)
- 藤島仁（高木明）[218] - 山崎大輔 (29)
- 刑事 - 前田真里 (29)
- 佐野稔（高木勇）[219][注釈 36] - 海一星 (29)
- 並木恒男[220][注釈 36] - 高橋修 (29)
- 森恵子 - 盛内愛子 (30)
- 水原先輩 - 大田祐歌 (30)
- 克彦の妻 - 松井涼子 (30,31)
- テニス部の先輩A[221][注釈 36] - 齊木菜摘子 (30)
- テニス部の先輩B[222][注釈 36] - 坂本明日香 (30)
- スケボーの男[注釈 36] - 竹島正義 (31)
- 橘純 - 津嶋麗 (32,42)
- 高島 - 加藤白裕 (32)
- 木野雅人 - 秋山昌徳 (35,36,46)
- 医師[223][注釈 36] - 永幡洋 (35,37)
- 樋口[224][注釈 36] - 井上智之 (35)
- スーツの女[225][注釈 36] - 田中君枝 (35)
- 看護婦[注釈 36] - 佐藤智美、西村いづみ(35)
- 医師[注釈 36] - 佐藤祐四、田中智也 (36)
- 犬を連れた女[226][注釈 36] - 田島知佳 (36)
- 北條の部下[注釈 36] - 田中輝彦 (37,38)
- 若い女[227][注釈 36] - 小原なつみ (37)
- 若い男[228][注釈 36] - 広瀬法之 (37)
- 研究員[229][注釈 36] - 児玉頼信 (38)
- 刑事[注釈 36] - 渡辺光一 (38)
- 刑事 - 土屋大輔 (40)
- お洒落な女性[230][注釈 36] - 国吉みやび (40)
- 若い男[231][注釈 36] - 三嶋啓介 (40)
- 葦原和雄 - 竹本純平 (42)
- 船長 - 丸岡奨詞 (42)
- 医師[注釈 36] - 手塚秀彰 (43)
- OL風の女[232][注釈 36] - 菅野美寿紀 (43)
- 男A[233][注釈 36] - 白井雅士 (45)
- サラリーマン[注釈 36] - 益田てつ (45)
- 医師[注釈 36] - 甲斐道夫 (46)
- 看護師[注釈 36] - 緒方美穂 (46)
- 倉本 - 加門良 (47 - 50)
- バスケの男[234][注釈 36] - OSAMU (47)
- バスケの男の現身[注釈 36] - SATORU (47)
- 若い男[235][注釈 36] - 峰村寿彦 (47)
- 観測員[注釈 36] - 嶋田豪、佐和タカシ、(47,49)
- OL風の女の現身[注釈 36] - 大沢桂 (48)
- OL風の女[236][注釈 36] - 大沢薫 (48)
- 若い男[237][注釈 36] - 大野勝人 (48)
- 観測員[注釈 36] - 森元雅寛 (49)
- 若い男の現身[注釈 36] - 岡本ゆう (49)
- 若い男[238][注釈 36] - 岡本しゅう (49)
- 釣りの家族[239][注釈 36] - 山口充、小玉敏樹 (49)
- OL風の女[240][注釈 36] - 久保さやか (49)
- 白河尚純 - 広瀬裕(49,50)
- 占い師[注釈 36] - 宮寺智子 (50)
- 若者[241][注釈 36] - 直井英祐 (50)
- 白根秀樹[242][注釈 36] - 山田一善 (51)
- 西ロンドン大生[注釈 36] - SARAH JONES (51)

### スーツアクター
仮面ライダーアギトは、前年まで戦隊レッドを演じていた高岩成二が担当。高岩は本作品以降、『仮面ライダー響鬼』を除く平成仮面ライダーシリーズの主役仮面ライダーを演じている。仮面ライダーギルス役には、前年に『未来戦隊タイムレンジャー』でスーツアクターとしてデビューした押川善文が抜擢された。
- 仮面ライダーアギト[出典 2]、仮面ライダーアギト（沢木雪菜変身時）[248]、仮面ライダーG3-X（津上翔一変身時）[249]、V-1システム[245] - 高岩成二
- 仮面ライダーG3[245][246]、仮面ライダーG3-X[245][250] - 伊藤慎
- 仮面ライダーギルス[出典 3] - 押川善文
- アナザーアギト[252][246] - 白井雅士
- アンノウン - 矢部敬三[253][245]、藤榮史哉[245]
- 風のエル[254]、地のエル[254]、G3・MILD（テレビスペシャル）[254]、アンノウン[255] - 岡元次郎
- その他 - 中川素州[256]

## スタッフ
前年より引き続き参加の白倉伸一郎が、本作品ではチーフプロデューサーとなり、以降『仮面ライダーディケイド』まで平成仮面ライダーシリーズに頻繁に関わることになった。また白倉やシリーズ構成である井上敏樹も含め、かつて東映が制作した『超光戦士シャンゼリオン』に参加していたスタッフが、本作品にも多数参加している。白倉も「本作品はシャンゼリオンのリベンジである」と、2009年発売『仮面ライダーマガジン』のインタビューで語っている。
クリーチャー（アンノウン）デザインには、東映特撮ヒーロー作品には『超新星フラッシュマン』以来15年ぶりの参加となるメカニックデザイナー・出渕裕を起用。さらに出渕を補佐する形で、彼の指名でイラストレーター・草彅琢仁が参加した。
本作品よりバイクなどの車両協力、ならびに平成仮面ライダーシリーズの番組スポンサーとして、本田技研工業が参加。番組中で流れるCMはすべて、平成仮面ライダーシリーズ限定で放映の二輪車のものである。本田の参加は、テレビ朝日プロデューサーの中嶋豪が個人的に同社のモータースポーツ部長と懇意にしていたことから実現したもので、中嶋は仕事ではなく個人的な協力であったと述べている。
また日本コロムビアが関与した最後の仮面ライダーシリーズ作品でもあり、次作『仮面ライダー龍騎』以降はエイベックスが音楽制作を担当している。
- 原作 - 石ノ森章太郎
- 連載 - テレビマガジン、てれびくん、幼稚園、めばえ、たのしい幼稚園、おともだち
- スーパーバイザー - 小野寺章（石森プロ）
- プロデュース - 松田佐栄子（テレビ朝日）、白倉伸一郎、武部直美、塚田英明
- シリーズ構成 - 井上敏樹
- 脚本 - 井上敏樹、小林靖子（第28話のみ）
- 監督 - 田﨑竜太、長石多可男、六車俊治（テレビ朝日）、石田秀範、鈴村展弘、佐藤健光、金田治、渡辺勝也
- 音楽 - 佐橋俊彦
- 撮影 - 松村文雄、いのくままさお
- VFXスーパーバイザー - 沖満（日本映像クリエイティブ）
- 助監督 - 鈴村展弘、黒木浩介、福島宏介、田澤裕一、柴﨑貴行、斉藤滋嗣、近藤信子
- アクション監督 - 山田一善、宮崎剛[注釈 38]（ジャパンアクションクラブ）
- キャラクターデザイン - 早瀬マサト
- クリーチャーデザイン - 出渕裕、草彅琢仁
- 制作 - テレビ朝日、東映、ASATSU-DK

## 音楽
本作品以降、平成仮面ライダーシリーズ、および令和仮面ライダーの各作品では原則としてエンディングテーマが省略されている。これにより、出演者やスタッフなどのクレジットはすべてオープニングに集約され、省略によって稼がれた分は、ドラマ部分の放映時間として割り当てられるようになった。本来、戦闘場面などのシーンを盛り上げるためのテーマソングは挿入歌として扱われるべきものであるが、スタッフロールなどではエンディングテーマとして表記されている。
上記の通り厳密な意味でのエンディングテーマはないが、各話の終盤（主にバトルシーン）で使われている下記の挿入歌4曲がエンディングテーマ扱いとなっている。またシングル発売時に「2ndエンディング」と銘打たれた「One & Only」という曲もあったが、劇中では一度も使われることがなかった。実質の後期エンディングである「DEEP BREATH」は、シングルに「3rdエンディング」と記載されている。
この形式は一部の例外を除いて、以降のシリーズにも引き継がれている。本作品の挿入歌はすべて、劇中での使用を考慮したテレビサイズが制作されていたといい、このうち「Stranger in the dark」「MACHINE TORNADER」の2曲は、エンディングと同様に使用された。
劇伴は、前作に引き続き佐橋俊彦が担当。前作ではスーパー戦隊シリーズとの差別化からオーケストラ編成は避けていたが、本作品では日本コロムビアの本地大輔が必要性を感じ、オーケストラ編成が加えられた。

### 主題歌
第1話と最終話（第51話）はオープニングが省略されており、第1話は次回予告がエンディングを兼ねた形式（予告編の映像にスタッフロールが被せられる）で、主題歌は使われていない。また最終話は本編のラスト部分がそのままエンディングになっており、主題歌には「仮面ライダーAGITO」が使われた。
「仮面ライダーAGITO」（第2話 - 35話、第51話のED）
作詞 - 藤林聖子 / 作曲・編曲 - 三宅一徳 / 歌 - 石原慎一 / コーラス - 大木理紗
シリーズで初めて、劇伴音楽の担当者が制作に関わらない主題歌となった。インストゥルメンタル版は予告編音楽として使われた。また、クレジット表記のフォントが途中で変更されている。
「仮面ライダーAGITO 〜24.7 version〜」（第36 - 50話、テレビスペシャル）
作詞 - 藤林聖子 / 作曲・編曲 - 三宅一徳 / リミックス - 三宅一徳、鈴木浩之、篠笥孝 / 歌 - 石原慎一 / コーラス - 大木理紗
「仮面ライダーAGITO」の伴奏をリミックスし、新しい歌詞で歌い直したもので、テレビシリーズでは2番の歌詞が主題歌として、劇場版では挿入歌としてそれぞれ使われた。曲の変更に併せて、映像もHDTV (HD1080/60i) カメラで新たに撮影し直した。同曲を最後に、『仮面ライダーセイバー』（2020年 - 2021年）の同名曲が発表されるまで、主題歌のタイトルや歌詞に「仮面ライダー」という言葉は使用されなくなった。「24.7」という数字には「24時間、7日間ずっとアギトと一緒」という意味が込められている。

### 挿入歌
「BELIEVE YOURSELF」（1 - 8・10 - 13・15 - 29・51・TVSP）
作詞 - 藤林聖子 / 作曲・編曲 - 三宅一徳 / 歌 - 風雅なおと
前期エンディングテーマ（1stエンディングテーマ）。
後に『仮面ライダージオウ』の第32話でも使用された。
「stranger in the dark」（9）
作詞 - 藤林聖子 / 作曲・編曲 - 佐橋俊彦 / 歌 - 坂井紀雄
仮面ライダーG3のテーマソング。
「MACHINE TORNADER」（14・31・40）
作詞 - 藤林聖子 / 作曲・編曲 - 三宅一徳 / 歌 - 石原慎一
マシントルネイダーのテーマソング。
各話とも曲の出だし部分でインストゥルメンタル版と併用され、第31話では曲の前奏と後奏部分のみが使用された。
「DEEP BREATH」（26 - 39・41・43 - 48）
作詞 - 藤林聖子 / 作曲 - 野村義男 / 編曲 - RIDER CHIPS / 歌 - ROLLY (RIDER CHIPS Featuring ROLLY) / ゲストキーボード - 猪股義周
後期エンディングテーマ（3rdエンディングテーマ）。
歌唱者の名義は映像及びコロムビアのCDでは「ROLLY」だが、エイベックスのCDでは「RIDER CHIPS Featuring ROLLY」の表記となっている。
サウンドトラックにはテレビサイズのみ収録された。
フルサイズがアルバムに収録されたのは、前述の『百獣戦隊ガオレンジャーVS仮面ライダーアギト』が初となる。
「もうひとつの仮面の戯曲」（40・42・45・46・51・劇場版）
日本語作詞 - 藤林聖子 / 作曲・編曲 - 佐橋俊彦 / 歌 - 白石圭美
第42話ではインストゥルメンタル版と併用され、第36・45話・最終話および劇場版ではインストゥルメンタル版が使用された。第40話では店内BGMとして使用されている。
「Touch」 (47)
作詞 - 藤林聖子 / 作曲 - 野村義男 / 編曲 - RIDER CHIPS / 歌 - RIDER CHIPS Feat. ROLLY・橋本仁
「DEEP BREATH」のカップリング曲。
第47話では歌唱部分は使用されず、カラオケ版の一部が使用された。アギトや仮面ライダーの関連CDには収録されていない。

### イメージソング
「One & Only」
作詞 - 藤林聖子 / 作曲・編曲 - 三宅一徳 / 歌 - 風雅なおと
津上翔一のテーマソング。CDシングルでは「2ndエンディング」と銘打たれていたが、使用されなかった。
「searching for myself」
作詞 - 藤林聖子 / 作曲・編曲 - 佐橋俊彦 / 歌 - きただにひろし
仮面ライダーギルスのテーマソング。
「The usual suspects」
作詞 - 藤林聖子 / 作曲・編曲 - 大橋恵 / 歌 - 坂井紀雄
アンノウンのテーマソング。
「NEVER DIE」
作詞 - 藤林聖子 / 作曲・編曲 - 佐橋俊彦 / 歌 - 橋本仁
仮面ライダーG3-Xのテーマソング。
「Emergency Guard Chaser」
作詞 - 藤林聖子 / 作曲・編曲 - 佐橋俊彦 / 歌 - 橋本仁
ガードチェイサーのテーマソング。
「Overlord」
作詞 - unknown / 作曲・編曲 - 佐橋俊彦 / 歌 - Overlord Choeur
闇の力のテーマソング。
「Home sweet Home」
作詞 - 藤林聖子 / 作曲・編曲 - 三宅一徳 / 歌 - 風谷真魚（秋山莉奈） / コーラス - 広谷順子
風谷真魚のキャラクターソング。
「Burnin'your heart」
作詞 - 藤林聖子 / 作曲・編曲 - 三宅一徳 / 歌 - 石原慎一 / コーラス - 大木理紗
バーニングフォームとシャイニングフォームのテーマソング。
「extremes meet」
作詞 - 藤林聖子 / 作曲・編曲 - 三宅一徳 / 歌 - 風雅なおと / コーラス - 大木理紗
アギト・ギルス・G3の関係を歌ったイメージソング。

## 番組制作

### 企画経緯
本作品の企画は、『クウガ』のヒットにより、その後番組として2000年夏ごろから白倉伸一郎・武部直美・井上敏樹を中心に立ち上げられた。秋ごろには劇場版の検討も始められていた。
白倉による初期案は、「人間とモンスターがカードを使って契約する」という設定で、「主人公とヒロインが沖縄から出発し、2人で東京を目指すロードムービー」というものであったが、現実的には制作が難しいという理由で不採用となった。また主人公が記憶喪失であることは当初から決まっており、素性不明の主人公が警察から追われる展開になってしまうのを避けたのも、旅物語を廃案にした理由のひとつである。
次に10人ぐらいの仮面ライダーが登場する群像劇という案が出され、最終的に3人まで絞られ完成作品へと至った。人数が絞り込まれたのは、10通り以上のフォームチェンジが登場した前年の『クウガ』との差別化のためである。
本作品のタイトルを考えている際に、「仮面ライダーダイバ」という案もあったが、前作『クウガ』のスタッフが「敵のアジトが」という話を聞いたプロデューサーの白倉が、「仮面ライダーアジト」というタイトルを考えたが、それではあんまりということで「アギト」ということとなった。「アギト」は、日本語の古語で「顎門」を「あぎと」と読んだことに由来する。また、英字表記であるAGITOがラテン語において「覚醒」や「挑戦」を意味することにもちなんだものである。さらにAGITOは、聖書に存在する「Alpha（アルファ）に始まり、Omega（オメガ）に終わる」のフレーズを思わせる文字構成であることから、「最初で最後の作品」との意味合いが込められている。これにちなみ、本作品の欧文表記は「AGITO」ではなく「ΑGITΩ」（頭文字がアルファ、末尾がオメガ）となっている。

### セッティング
『仮面ライダークウガ』の後番組を制作するにあたって、プロデューサーに就任した白倉伸一郎は、1人が10形態に変化するクウガのフォームチェンジをそのまま踏襲すると、キャラクターにブレが生じてしまうだろうと判断した。そこで白倉は、ヒーローキャラクターを主人公・ライバル・敵役の3人に分担させることを発案し、それがやがて実際の作品の群像劇へと発展していった。
本作品では、「人はみなヒーローになれる」しかし「ヒーローにならなくてもいい」という、一見すると矛盾しているような主題が語られる。そのため、最初からヒーローたりえるアギト、望まずしてヒーローにされたギルス、決して超人ヒーローにはなりえないG3の3人が設定され、彼らの関係性を通じて世界が描かれることとなった。
仮面ライダーG3については、当初は記号のような名前がいいということから「K5」などの案があったが、読売ジャイアンツの3番になぞらえて「G3」という名前となり、「Generation3」と理由づけされた。当初からパワーアップを前提としていたため、おとなしめにデザインされた。アギトやギルスと同じく、角（アンテナ）が伸びるという案も存在した。また、石森プロの飯田浩司によるとG3-Xの初期デザイン案は仮面ライダーXをモチーフとしており、デザイン変更後も仮面ライダーXの装着パーツである「レッドアイザー」と「パーフェクター」という名称がG3-Xの装着パーツの名称として採用されたという。
プロデューサーの白倉は葦原涼が仮面ライダーギルスに変身した理由は特にないとしており、雪菜や可奈のように潜在的に人がアギトになるものとしている。一方、メインライターの井上敏樹は漫画家・柴田ヨクサルとの対談の中で、ギルスのセッティングには苦労したと話しており、これに関連して「あかつき号」の設定を作ったものの、撮影にはフェリーが必要だったため、監督同士でだれが担当するかでもめたという。
また、G3ユニットと対立するエリート警部補・北條 透について、本作品のメインライターを担当した脚本家の井上敏樹は、本作品の登場人物の中で一番好きなキャラクターとして北條を挙げており、「北條透が何をするか」というのが脚本打ち合わせの大きなテーマだったといい、北條を主人公とした話を書くため、第18・19話が執筆された。
アナザーアギトは物語の流れの中で要請されたキャラクターであり、 番組制作現場においては当初定まった名称がなく、脚本上は「木野アギト」と表記されていた。劇中では「もう1人のアギト」と呼ばれ、アナザーアギトと呼称されることはない。アナザーアギトの変身者である木野薫は、当初よりアギトに変身する人物として想定されていたが、細かい設定は登場直前まで考えられておらず、名前も男女どちらでも通用するものにされた。
登場人物の趣味や服装には、演者の嗜好が反映されている例もあり、たとえばアギトに変身する津上翔一の髪形は、演者である賀集利樹の髪形がそのまま反映されている。加えて、翔一の衣装は撮影の都度賀集が衣装係とともに撮影所近くの店で調達してきたものであり、アウトドアブランドのフリースや、動きやすくて楽な服が選ばれたという。また、ヒロインであり翔一の理解者である風谷真魚の趣味やファッション、《G3ユニット》の一員である小沢澄子の好物も、同様に演者の趣味や嗜好に由来する。
敵陣営であるアンノウンは、ネーミングはラテン語や古典ギリシア語をベースとしているが、語呂を優先しているため、学名の二名法には従っておらず、ギリシア語をラテン語にも変えていないという。また、読みや文法も無視している。

### デザイン

#### デザイン（仮面ライダー）
仮面ライダーのデザインワークは、石森プロとプレックスが中心となって進行した。クウガのデザインから発展させたものを主人公のアギトに充て、そこにメカライダーと生物的ライダーを加えるという方向性が決められた。
アギト
タイトルキャラクターであるアギトは、前作『クウガ』のヒットを受け、スポンサーの要請によってクウガと同様に「角ライダー」というコンセプトでデザインされた。しかしアギトのデザインは、クウガにどの程度近づけ、またどの程度差別化を図るかの割合が決まらずに難航し、瞬間的なアイデアスケッチの数は100点を越えた。最終的にクウガよりも「角」と「顎」を鋭く力強くし、さらに「角に開閉ギミックを加える」というアイデアを導入することで、アギトのデザインは完成した。特に角の開閉ギミックは、クウガとの差別化が最もよくできた部分として、デザイナー一同も会心の手ごたえを感じていた。
クウガとの差別化のため角を赤くする案も存在したが、インパクトがありすぎるため強化形態へ持ち越された。また「アギト」の名に合わせ、角だけでなく顎も強調するために、クラッシャー部分は鋭く力強いデザインとなっている。角の開閉ギミックは早瀬の発案で『仮面ライダーストロンガー』で石ノ森がストロンガーのパワーアップ案として描いたスケッチをソースとしている。変身ポーズは突き出した手の手刀のイメージから帯を締める所作となっている。
石森プロの早瀬マサトは当時、「本来デザインソースというものは明らかにすべきことではないし、そのモチーフ自体は物語には全く関係ない」という考えを抱いていたため、アギトのモチーフは公開されていなかった。その結果、放送開始直前の2000年（平成12年）後半には、ファンの間でモチーフをめぐる論争が起こり、「アギトアリではないのか」などの噂が駆け巡った。ファンの疑問は次第に高まっていき、テレビ朝日の公式サイトには質問が殺到。ついに2001年（平成13年）1月、アギトのモチーフが「龍」であることが明かされるに至った。ところが熱狂的なファンたちからは「昆虫ではないのか」と公式発表に異を唱える声が次々と挙がった。
仮面ライダーG3
仮面ライダーG3のデザインは、メカニックで再現されたクウガというふうであり、アンテナの形状も意識してクウガに似せてある。メタルヒーローシリーズの登場キャラクターの系譜に連なるとも言えるが、アーマーのパンツ部分が存在しない点がメタルヒーローとの決定的な違いとなっている。当時プレックスに在籍していた野中剛は、『重甲ビーファイター』に携わった際にパンツがアクションを制限してしまうことを知り、解決策を模索していた。そして以前、JACのアクション俳優がソルブレイバーのスーツを着用中、一瞬パンツアーマーがない姿となったのを目撃したことをヒントとして、G3のデザインに入れ込んだのである。
仮面ライダーギルス
仮面ライダーギルスのデザインは、クウガをより生物的にしようと考えた結果、「蛹になったクウガ」へと行き着いたものである。とにかく地味にしようという意識のもとで、角までも緑色に染められている。形態はカミキリムシをモチーフとしている。角は石森プロの早瀬マサトにより『イナズマン』風にデザインされた。当初、角の伸縮はアギトの開閉ギミックと同様にパワーアップしたら伸びるものと考えられていたが、短縮形態が様にならなかったためパワーダウン形態に改められた。
ギルスの撮影用車両のベースモデルはホンダXR250であり、2016年の『仮面ライダーアマゾンズ』に登場する仮面ライダーアマゾンオメガの専用バイク「ジャングレイダー」に改造された。
ギルスの強化形態である仮面ライダーエクシードギルスのデザインはギルスとギルスレイダーが融合したイメージイラストを発想の原点とし、仮面ライダークウガ アルティメットフォームの要素を取り入れてデザインされた。
アナザーアギト
前述の理由から玩具化は考慮されておらず、デザインにバンダイは絡んでいない。アンノウンのデザインを手がけた出渕裕が担当している。出渕が自分なりに考えた仮面ライダーとしてデザインしたが、その時点では木野薫のキャラクターが固まっておらず、主人公ならびにアンノウンとの関係も固まっていなかった。そのためアナザーアギトは仮面ライダーと怪人の中間を意識したデザインで描かれている。具体的には、ツノや胸部中央の半透明のパーツ、肩の紋章のニュアンスなどはアギトから引っ張っている一方、アンノウンと共通の意匠である羽と歯牙を持つ。仮面ライダーの元となったスカルマンをイメージ的に狙っており、またライダーであることからボディカラーを緑色にして、バッタらしい要素も入れている。両肩の肩甲骨の辺りから出ているマフラー状の羽は、未進化であることを示しており、仮面ライダーV3のマフラーを意識している。デザイン画におけるアナザーアギトは細身に描かれているだが、実際の撮影用スーツはややマッシヴな造りになっている。
デザインモチーフは『仮面ライダーアマゾン』のジャングラーだったが、実際には新サイクロンのようになってしまったと出渕は語っている。

#### デザイン（アンノウン）
アンノウンのうち陸上動物や昆虫、鳥類モチーフは出渕、水棲生物や爬虫類および胸の羽根飾りとバックルは草彅がデザインを担当している。
当初は天使や神の使徒のようなものをイメージしていたため、異次元の生物のようなラフを描いていたが、動物モチーフとなった。前作『クウガ』が蛮族のような野蛮な前史時代のイメージであったため、本作品では神話系にもっていくこととなった。だが、天使という設定が残ったため、出現時に頭上に天使の輪っかが現れる設定となった。背中の肩甲骨部分の小さな羽根の意匠は、骨が羽根になりかけている退化した天使の羽根の状態でデザインされており、「天使になりきっていない者」という意味合いを表現している。それに対してエルロードは大きめの羽をデザインしている。鳥類モチーフのアンノウンも存在するが、そちらはモチーフに由来したものとは別に羽根が付いている。胸元の羽根飾りのようなアンノウンのマークは、初期案での「上位のロードと契約を交わして出現する」という設定から、共通の意匠として自分のサインのための羽根ペンとして想定されていた。
太古から天使のような役割で生きていることを表現するため、総じて古代文明テイストの装飾となっている。衣装や装飾品は、『仮面ライダークウガ』のグロンギと同様に腕輪や足首の輪、足の編み上げ靴などの装飾物を付け、スーツのしわが寄りやすいグローブやブーツの接合部分を隠すという意図もあった。また、グロンギ同様、共通項としてベルト部分に細い前垂れのようなものを付けて前に置くことで目立たせ、直接的にシワの寄る部分を隠せていないが、見る人の意識を外らせている。ウソっぽくなることから毛をそのまま使うのではなく、チェーンを毛の代わりに使っている。
目元は『仮面ライダー』の初期ショッカー怪人のような人間の目が覗いているようなデザインを意識している。額には共通項としてOシグナルがある。アギトの名前の由来が「顎門」であり、創造主がロード怪人をベースに動物を作ったという設定があるため、生物のマスクを被った天使という解釈で、下顎は共通で人間のようなドクロの口周りをスケルトンのような感じで剥き出しにしており、例外として女性怪人は女性っぽさを出すため唇になっている。
予算がかかることから中盤からは飛ぶ怪人を避けている。また、夏場に放送されていた回では、海洋生物をモチーフとしたアンノウンが多く登場している。
物語終盤に登場する上位アンノウン・エルロードのうち、水のエルは立場を反映して品位や知性を感じるデザインとなっている。天使のイメージを内包しているが、宗教的な天使とは距離を取っている。一方、女性型である風のエルは美麗で高貴なイメージのデザインとなっている。また、地のエルは上位のロードのため、陸上生物の王様であるライオンがモチーフとなった。同じネコ科のモチーフであるジャガーロードが下僕という案もあったが、見送られた。

### キャスティング・演技
アギトこと津上翔一役には、本作品が俳優デビュー作となる賀集利樹がオーディションで起用された。賀集がマイナビニュースとのインタビューで語ったところによると、当時所属していた事務所の社長が『仮面ライダークウガ』を視聴しており、上京してきたばかりの賀集を「仮面ライダー」の次回作のオーディションに受けさせようと思っていたという。賀集はこの時の気持ちについて、絶対に役をとると意気込んだり、構えたりすることなく、素のままで臨んだことがキャラクターのイメージに合っていたのではないかと振り返っている。当初賀集は、本作品に仮面ライダーが3人出てくることを知らず、役が決まって東映撮影所へあいさつに行った際、仮面ライダーG3こと氷川誠役の要潤、そして仮面ライダーギルスこと葦原涼役の友井雄亮と会い、初めてそのことを知ったという。また、物語の中で一つの場面に変身前の3人がそろうことはほとんどないため、いつ、どのような形で3人が集まったりすれ違ったりするかは台本を読んでみないとわからないため、視聴者たちと同じ感覚で撮影に参加していたと賀集は振り返っている。番組の性質上、アクションシーンも一通り対応できるよう、撮影2カ月前からJAEの道場で訓練を積んでいたものの、変身前の翔一がアンノウンと闘う場面が少なく、むしろ料理や家庭菜園といった家庭的な場面が多いことから、賀集はマイナビニュースとのインタビューの中でエプロンの似合う仮面ライダーとしてかなり珍しがられたと話しており、それゆえに変身前後のギャップがついておもしろくなったのではないかと分析している。また、アギトに変身した後は掛け声くらいしかなかったため、アフレコでは苦労しなかったとも話している。一方、賀集は「過去の記憶を失っているが、あまり気にかけることなく生きている」という翔一の設定については考えるたびに演じるのが難しかったとマイナビニュースとのインタビューの中で話しており、その理由として記憶喪失にはどうしても重たいイメージが付きまとうため、どことなくくらい雰囲気を持たせようと考えて演じたところ、「記憶喪失であることを気にせず明るく演じてほしい」と言われ、キャラクターの性格と記憶喪失に接点を見いだせず、納得いかなかったという。やがて撮影が進むにつれ自分の中で吹っ切れたたといい、津上の居候先である美杉家の人々のアットホームな雰囲気に救いだされたと振り返っている。
アギトのスーツアクターは、『忍者戦隊カクレンジャー』などに出演した高岩成二が務めた。高岩はマイナビニュースとのインタビューの中で、従来はデフォルメした演技をしていたが、本作品の撮影現場では戦隊寄りとしてNGになることが多く、動きすぎるとも指摘を受けたため、試行錯誤の末に「動かない」芝居に切り替えたところ、OKをもらったと振り返っている。また、アギトのライダーキックは居合抜きをモチーフとしており、高岩は時代劇をやっているような感覚だったとマイナビニュースとのインタビューの中で振り返っている。
氷川誠役の要も、本作品が俳優としてのデビュー作だった。要は2020年のラジオ番組『Be Style』の中で過酷な撮影だったと振り返り、その様子を修行に例えている。共演者の賀集も、G3はセリフが多いから要が大変そうだったとマイナビニュースとのインタビューの中で話している。
要は撮影開始から半年後に行われた劇場版の舞台挨拶のために銀座を訪れた際、ファンから声をかけられたことがきっかけで、自分のしていたことがたくさんの人々の目に触れたことを実感したと『Be Style』の中で明かしている。
葦原涼役の友井雄亮もまた、本作品が役者として本格的なスタートを切った作品であり、スーツアクターの押川善文も本作品が初めてのヒーロー番組の仕事だった。友井は2人の必死さがキャラクターにうまくリンクしたと「仮面ライダーフィギュアコレクション30」のインタビューの中で話しつつも、撮影が過酷だったとも話している。ギルスの最初の変身シーンの撮影では、演出として用意されたカラスが友井の両耳のピアスの輝きに反応したため、パニックのあまりどのように演技したのか覚えていないと話している。また、第28話において涼がギルスがシンクロして走って変身する場面は、2人が走る様子をレール上からカメラが並走する形で撮影が行われた。この際リテイクのたびに全力疾走を命じられており、2人がへとへとになってやっとOKが出た。この時の様子について、「今思えば、監督は本当に必死な俺の顔が撮りたかった。でも、当時はそれが全くわからなかった。[後略]」と振り返っている。ギルスへの変身の副作用である老化現象の撮影時、初期のころは特殊メイクで表現していたが、その後引きの画を撮影する際には老化状態を表した手袋が使用されていた。また、2009年の『仮面ライダーディケイド』には過去作品のキャラクターが大挙して登場しているが、この時点でギルスの撮影用スーツは著しく損傷していたため、採用を見送られた。
ヒロインである風谷真魚役にはオーディションでモデルの秋山莉奈が起用された。秋山は2020年の『週刊プレイボーイ』とのインタビューの中で、高校受験前で休業すべきか悩む中、『美少女仮面ポワトリン』（1990年放送）へのあこがれからぜひ出たいと思っていたのでうれしかったと話している。秋山も本作品が初めての俳優業だったためとにかく必死だったと話しつつも、キャラクターの基本的な設定は自分にぴったりだったため、日常シーンは等身大で演じることができたとも語っている。また、劇中では怪人に襲われるなどのアクションシーンもあり、とてもおびえた表情をしていたものの内心はすごく楽しく、戦う翔一たちを見ながら自分も変身して戦いたいと思ったとも話している。

### 撮影
前年の『クウガ』がHDTVカメラによる16:9画面比率で制作されたことを受け、本作品でも画面サイズは16:9の画角（本放送はレターボックス）が採用されている。『クウガ』で編集段階のSD画質への変換作業時にクオリティの劣化が起きたことを受け、本作品ではワイドスクリーンSDTVカメラで16:9の横長画像を「縦方向で伸縮した」4:3の画角で収録し、そのままポスプロを行いマスター完成の段階で伸縮状態を戻し本来の16:9の画像にする「スクイーズ撮影」という手法が採用されている。この手法は後の『仮面ライダー剣』まで採用されることとなる。

## 放送日程
各回にはタイトルはなく、本節にて明記されているものは、いずれも新聞のテレビ番組欄やテレビ番組情報誌、ならびにテレビ朝日公式ページにて表記されたものである。第28話は涼の回想という、作中の時系列とは外れるエピソードのため、上下に帯がないアスペクト比4:3で放送。各話終了時の演出は最後のワンシーンが四角形に囲まれるという、以降に比べると非常にシンプルなものになっている。四角形の角には「Α」「Ω」の文字が置かれ、さらに上部分にはアギトの紋章も表示される。
登場アンノウンの欄には、レギュラーである闇の力以外のアンノウンのみ記述。登場アンノウンの横の数字は登場話数を示す。
| 放送日         | 放送回 | サブタイトル | 登場アンノウン | 脚本     | アクション監督  | 監督       |
| -------------- | ------ | ------------ | --- | -------- | --------------- | ---------- |
| 2001年01月28日 | 1      | 戦士の覚醒   | - ジャガーロード - パンテラス・ルテウス（声 - 山野井仁：1話） - パンテラス・アルビュス（声 - 山野井仁） - パンテラス・トリスティス（声 - 山野井仁）                           | 井上敏樹 | 山田一善 宮崎剛 | 田﨑竜太   |
| 2月04日        | 2      | 青の嵐       | - ジャガーロード - パンテラス・ルテウス（声 - 山野井仁：1話） - パンテラス・アルビュス（声 - 山野井仁） - パンテラス・トリスティス（声 - 山野井仁）                           | 井上敏樹 | 山田一善 宮崎剛 | 田﨑竜太   |
| 2月11日        | 3      | 俺の変身!    | - トータスロード - テストゥード・オケアヌス - テストゥード・テレストリス | 井上敏樹 | 山田一善 宮崎剛 | 長石多可男 |
| 2月18日        | 4      | パズル解読   | - トータスロード - テストゥード・オケアヌス - テストゥード・テレストリス | 井上敏樹 | 山田一善 宮崎剛 | 長石多可男 |
| 2月25日        | 5      | 第3の戦士    | - スネークロード - アングィス・マスクルス（声 - 柴本浩行） - アングィス・フェミネウス（声 - 兵藤まこ）                                                                        | 井上敏樹 | 山田一善 宮崎剛 | 六車俊治   |
| 3月04日        | 6      | 哀しき妖拳   | - スネークロード - アングィス・マスクルス（声 - 柴本浩行） - アングィス・フェミネウス（声 - 兵藤まこ）                                                                        | 井上敏樹 | 山田一善 宮崎剛 | 六車俊治   |
| 3月11日        | 7      | 記憶の一片   | - クロウロード - コルウス・クロッキオ（声 - 塩野勝美） | 井上敏樹 | 山田一善 宮崎剛 | 田﨑竜太   |
| 3月18日        | 8      | 赤い炎の剣   | - クロウロード - コルウス・クロッキオ（声 - 塩野勝美） | 井上敏樹 | 山田一善 宮崎剛 | 田﨑竜太   |
| 3月25日        | 9      | 2人のG3      | - オクトパスロード - モリペス・オクティペス（声 - 千田義正） | 井上敏樹 | 山田一善 宮崎剛 | 長石多可男 |
| 4月01日        | 10     | 銀の点と線   | - オクトパスロード - モリペス・オクティペス（声 - 千田義正） | 井上敏樹 | 山田一善 宮崎剛 | 長石多可男 |
| 4月08日        | 11     | 繋がる過去   | - ゼブラロード - エクウス・ノクティス（声 - 柴本浩行） - エクウス・ディエス（声 - 柴本浩行）                                                                                  | 井上敏樹 | 山田一善 宮崎剛 | 石田秀範   |
| 4月15日        | 12     | 湖の激突!    | - ゼブラロード - エクウス・ノクティス（声 - 柴本浩行） - エクウス・ディエス（声 - 柴本浩行）                                                                                  | 井上敏樹 | 山田一善 宮崎剛 | 石田秀範   |
| 4月22日        | 13     | 父の手掛り   | - スコーピオンロード - レイウルス・アクティア（声 - 宗矢樹頼） | 井上敏樹 | 山田一善 宮崎剛 | 田﨑竜太   |
| 4月29日        | 14     | 最強キック   | - スコーピオンロード - レイウルス・アクティア（声 - 宗矢樹頼） | 井上敏樹 | 山田一善 宮崎剛 | 田﨑竜太   |
| 5月06日        | 15     | 罠の始まり   | - ジャッカルロード - スケロス・ファルクス（声 - 千田義正） | 井上敏樹 | 山田一善 宮崎剛 | 長石多可男 |
| 5月13日        | 16     | 怪しい女…    | - ジャッカルロード - スケロス・ファルクス（声 - 千田義正） | 井上敏樹 | 山田一善 宮崎剛 | 長石多可男 |
| 5月20日        | 17     | 捕獲作戦!    | - ジャッカルロード - スケロス・ファルクス（声 - 千田義正） | 井上敏樹 | 山田一善 宮崎剛 | 長石多可男 |
| 5月27日        | 18     | 新しいボス   | - ハイドロゾアロード - ヒドロゾア・イグニオ（声 - 佐藤正治） | 井上敏樹 | 山田一善 宮崎剛 | 石田秀範   |
| 6月03日        | 19     | 解散決定?    | - ハイドロゾアロード - ヒドロゾア・イグニオ（声 - 佐藤正治） | 井上敏樹 | 山田一善 宮崎剛 | 石田秀範   |
| 6月10日        | 20     | 或る目覚め   | - クイーンジャガーロード - パンテラス・マギストラ（声 - 西川宏美） - ジャガーロード - パンテラス・キュアネウス（声 - 宗矢樹頼：20話） - パンテラス・ルベオー（声 - 宗矢樹頼） | 井上敏樹 | 山田一善 宮崎剛 | 鈴村展弘   |
| 6月24日        | 21     | 暴走する力   | - クイーンジャガーロード - パンテラス・マギストラ（声 - 西川宏美） - ジャガーロード - パンテラス・キュアネウス（声 - 宗矢樹頼：20話） - パンテラス・ルベオー（声 - 宗矢樹頼） | 井上敏樹 | 山田一善 宮崎剛 | 鈴村展弘   |
| 7月01日        | 22     | 運命の対決   | - ビーロード - アピス・ウェスパ（声 - 塩野勝美：22話） - アピス・メリトゥス（声 - 高田由美）                                                                                  | 井上敏樹 | 山田一善 宮崎剛 | 田﨑竜太   |
| 7月08日        | 23     | 資格ある者   | - ビーロード - アピス・ウェスパ（声 - 塩野勝美：22話） - アピス・メリトゥス（声 - 高田由美）                                                                                  | 井上敏樹 | 山田一善 宮崎剛 | 田﨑竜太   |
| 7月15日        | 24     | 完璧マシン   | - スティングレイロード - ポタモトリゴン・ククルス（声 - 塩野勝美） - ポタモトリゴン・カッシス（声 - 塩野勝美：25話）                                                          | 井上敏樹 | 山田一善 宮崎剛 | 長石多可男 |
| 7月22日        | 25     | 激突再び!    | - スティングレイロード - ポタモトリゴン・ククルス（声 - 塩野勝美） - ポタモトリゴン・カッシス（声 - 塩野勝美：25話）                                                          | 井上敏樹 | 山田一善 宮崎剛 | 長石多可男 |
| 7月29日        | 26     | 甦った記憶   | - クイーンクロウロード - コルウス・イントンスス（声 - 米本千珠：26話） - クロウロード - コルウス・ルスクス（声 - 千田義正） - コルウス・カルウス（声 - 千田義正）（27話）     | 井上敏樹 | 山田一善 宮崎剛 | 石田秀範   |
| 8月05日        | 27     | 涼、死す…    | - クイーンクロウロード - コルウス・イントンスス（声 - 米本千珠：26話） - クロウロード - コルウス・ルスクス（声 - 千田義正） - コルウス・カルウス（声 - 千田義正）（27話）     | 井上敏樹 | 山田一善 宮崎剛 | 石田秀範   |
| 8月12日        | 28     | あの夏の日   | - シーアーチンロード - エキヌス・ファメリカーレ（声 - 山野井仁） | 小林靖子 | 山田一善 宮崎剛 | 佐藤健光   |
| 8月19日        | 29     | 数字の謎!?   | - フィッシュロード - ピスキス・アラパイマ（声 - 塩野勝美） | 井上敏樹 | 山田一善 宮崎剛 | 佐藤健光   |
| 8月26日        | 30     | 隠された力   | - クラブロード - クルスタータ・パレオ（声 - 田中亮一） - オルカロード - ケトス・オルキヌス（声 - 土屋利秀）（31話）                                                           | 井上敏樹 | 山田一善 宮崎剛 | 長石多可男 |
| 9月02日        | 31     | 人の居場所   | - クラブロード - クルスタータ・パレオ（声 - 田中亮一） - オルカロード - ケトス・オルキヌス（声 - 土屋利秀）（31話）                                                           | 井上敏樹 | 山田一善 宮崎剛 | 長石多可男 |
| 9月09日        | 32     | ギルス復活   | - エルロード - 水のエル - オルカロード - ケトス・オルキヌス | 井上敏樹 | 山田一善 宮崎剛 | 長石多可男 |
| 9月16日        | 33     | 現れた敵     | - エルロード - 水のエル - オルカロード - ケトス・オルキヌス | 井上敏樹 | 山田一善 宮崎剛 | 金田治     |
| 9月23日        | 34     | 呼び逢う魂   | - エルロード - 水のエル - マンティスロード - プロフェタ・クルエントゥス（声 - 土屋利秀）                                                                                      | 井上敏樹 | 山田一善 宮崎剛 | 金田治     |
| 9月30日        | 35     | 謎の救世主   | - エルロード - 水のエル（35話） - クロウロード - コルウス・カノッスス（声 - 藤田瞳子） - フィッシュロード - ピスキス・セラトゥス（声 - 柴本浩行）                             | 井上敏樹 | 山田一善 宮崎剛 | 長石多可男 |
| 10月07日       | 36     | 4人目の男    | - エルロード - 水のエル（35話） - クロウロード - コルウス・カノッスス（声 - 藤田瞳子） - フィッシュロード - ピスキス・セラトゥス（声 - 柴本浩行）                             | 井上敏樹 | 山田一善 宮崎剛 | 長石多可男 |
| 10月14日       | 37     | 暗闇の戦士   | - リザードロード - ステリオ・デクステラ（声 - 佐藤正治：37話） - ステリオ・シニストラ（声 - 佐藤正治）                                                                        | 井上敏樹 | 山田一善 宮崎剛 | 渡辺勝也   |
| 10月21日       | 38     | その正体…    | - リザードロード - ステリオ・デクステラ（声 - 佐藤正治：37話） - ステリオ・シニストラ（声 - 佐藤正治）                                                                        | 井上敏樹 | 山田一善 宮崎剛 | 渡辺勝也   |
| 10月28日       | 39     | ギルス咆哮   | - リザードロード - ステリオ・デクステラ（声 - 佐藤正治：37話） - ステリオ・シニストラ（声 - 佐藤正治）                                                                        | 井上敏樹 | 山田一善 宮崎剛 | 鈴村展弘   |
| 11月11日       | 40     | 共同戦線!    | - ジャッカルロード - スケロス・グラウクス（声 - 柴本浩行） | 井上敏樹 | 山田一善 宮崎剛 | 鈴村展弘   |
| 11月18日       | 41     | 光と闇       | - エルロード - 水のエル 強化体 | 井上敏樹 | 山田一善 宮崎剛 | 田﨑竜太   |
| 11月25日       | 42     | あかつき号   | - エルロード - 水のエル 強化体 | 井上敏樹 | 山田一善 宮崎剛 | 田﨑竜太   |
| 12月02日       | 43     | 動き出す闇   | - エルロード - 水のエル 強化体 - オウルロード - ウォルクリス・ウルクス（声 - 酒井敬幸）                                                                                       | 井上敏樹 | 山田一善 宮崎剛 | 長石多可男 |
| 12月09日       | 44     | 父と姉と…    | - オウルロード - ウォルクリス・ウルクス - ファルコンロード - ウォルクリス・ファルコ（声 - 土屋利秀）                                                                          | 井上敏樹 | 山田一善 宮崎剛 | 長石多可男 |
| 12月16日       | 45     | 奪われた力   | - ファルコンロード - ウォルクリス・ファルコ - ヘッジホッグロード - エリキウス・リクォール（声 - 堀本等）                                                                      | 井上敏樹 | 山田一善 宮崎剛 | 金田治     |
| 12月23日       | 46     | 戦士その絆   | - ファルコンロード - ウォルクリス・ファルコ - ヘッジホッグロード - エリキウス・リクォール（声 - 堀本等）                                                                      | 井上敏樹 | 山田一善 宮崎剛 | 金田治     |
| 12月30日       | 47     | 天空の怪!    | - エルロード - 風のエル - 地のエル（49-51話） - 地のエル 強化体（51話） | 井上敏樹 | 山田一善        | 石田秀範   |
| 2002年01月06日 | 48     | 星の支配者   | - エルロード - 風のエル - 地のエル（49-51話） - 地のエル 強化体（51話） | 井上敏樹 | 山田一善        | 石田秀範   |
| 1月13日        | 49     | 絶滅の足音   | - エルロード - 風のエル - 地のエル（49-51話） - 地のエル 強化体（51話） | 井上敏樹 | 山田一善        | 長石多可男 |
| 1月20日        | 50     | 今、戦う時   | - エルロード - 風のエル - 地のエル（49-51話） - 地のエル 強化体（51話） | 井上敏樹 | 山田一善        | 長石多可男 |
| 1月27日        | 51     | ΑGITΩ        | - エルロード - 風のエル - 地のエル（49-51話） - 地のエル 強化体（51話） | 井上敏樹 | 山田一善        | 長石多可男 |

## 放映ネット局
| 放送対象地域  | 放送局           | 系列                          | 備考   |
| ------------- | ---------------- | ----------------------------- | ------ |
| 関東広域圏    | テレビ朝日       | テレビ朝日系列                | 制作局 |
| 北海道        | 北海道テレビ     | テレビ朝日系列                |        |
| 青森県        | 青森朝日放送     | テレビ朝日系列                |        |
| 岩手県        | 岩手朝日テレビ   | テレビ朝日系列                |        |
| 宮城県        | 東日本放送       | テレビ朝日系列                |        |
| 秋田県        | 秋田朝日放送     | テレビ朝日系列                |        |
| 山形県        | 山形テレビ       | テレビ朝日系列                |        |
| 福島県        | 福島放送         | テレビ朝日系列                |        |
| 新潟県        | 新潟テレビ21     | テレビ朝日系列                |        |
| 長野県        | 長野朝日放送     | テレビ朝日系列                |        |
| 山梨県        | テレビ山梨       | TBS系列                       |        |
| 静岡県        | 静岡朝日テレビ   | テレビ朝日系列                |        |
| 石川県        | 北陸朝日放送     | テレビ朝日系列                |        |
| 福井県        | 福井放送         | 日本テレビ系列 テレビ朝日系列 |        |
| 中京広域圏    | 名古屋テレビ     | テレビ朝日系列                |        |
| 近畿広域圏    | 朝日放送         | テレビ朝日系列                |        |
| 島根県 鳥取県 | 山陰放送         | TBS系列                       |        |
| 広島県        | 広島ホームテレビ | テレビ朝日系列                |        |
| 山口県        | 山口朝日放送     | テレビ朝日系列                |        |
| 香川県 岡山県 | 瀬戸内海放送     | テレビ朝日系列                |        |
| 愛媛県        | 愛媛朝日テレビ   | テレビ朝日系列                |        |
| 高知県        | テレビ高知       | TBS系列                       |        |
| 徳島県        | 四国放送         | 日本テレビ系列                |        |
| 福岡県        | 九州朝日放送     | テレビ朝日系列                |        |
| 長崎県        | 長崎文化放送     | テレビ朝日系列                |        |
| 熊本県        | 熊本朝日放送     | テレビ朝日系列                |        |
| 大分県        | 大分朝日放送     | テレビ朝日系列                |        |
| 宮崎県        | 宮崎放送         | TBS系列                       |        |
| 鹿児島県      | 鹿児島放送       | テレビ朝日系列                |        |
| 沖縄県        | 琉球朝日放送     | テレビ朝日系列                |        |

## 評価
本作品は、同時期に放送されていた『百獣戦隊ガオレンジャー』とともにイケメンヒーローブームをけん引した作品として認知されており、賀集本人も撮影の合間にトークショーを入れるなど過密なスケジュールだったことに加え、自分たちの待合室周辺にも人がたくさんいて驚いたと同時に人気を感じたとマイナビニュースとのインタビューの中で振り返っている。
玩具などの関連商品の売上は前作『クウガ』を下回っているが、視聴率は最高視聴率（13.9パーセント）・番組平均視聴率（11.7パーセント）ともに平成仮面ライダーシリーズの最高記録を出している。
また、劇中では登場人物の一人である小沢澄子が焼肉を食べるシーンが多く描かれ、これに対して放送当時、BSE問題で苦しんでいた全国食肉事業協同組合連合会から、本作品が表彰を受けた。

## 他媒体展開
リンクの貼られている作品の詳細はリンク先を参照。

### 映像ソフト化
- 2001年12月7日よりセルVHSが東映ビデオより発売された[306]。レンタルは2001年10月12日より開始[306]。全12巻で収録内用もDVD版に準じる（セル・レンタル共通）。レンタル当時、前作『クウガ』のセルVHS発売が続いていた。
- 2001年12月7日 - 2002年11月21日にかけてセルDVDが東映ビデオより発売された[306]。レンタルは2001年10月12日より開始[306]。全12巻で各巻4話（Vol.10 - 12は5話）収録。レンタル当時、前作『クウガ』のセルDVD発売が続いていた。
- 2008年7月21日発売の「石ノ森章太郎 生誕70周年 DVD-BOX」や2009年11月21日の「仮面ライダーディケイド Vol.5」の初回生産限定の映像特典に第1話が収録されている。
- 2016年9月14日から2017年1月11日にかけてBlu-ray BOXが全3巻で発売。BOX1には『仮面ライダーアギト 3大ライダー超決戦（バトル）ビデオ アギトvsG3-Xvsギルス いま選ばれる最強ライダー』が収録される。

### 他テレビシリーズ
『仮面ライダーディケイド』
G3とエクシードギルスと仮面ライダーアギトとアンノウンが登場。
『仮面ライダーウィザード』
第52・53話に仮面ライダーアギトとアンノウンが登場。
『仮面ライダージオウ』
仮面ライダーアギトが2068年の世界に歴代平成仮面ライダーの銅像のひとつとして登場。
EP31・32には津上翔一 / 仮面ライダーアギト、風谷真魚、尾室隆弘がオリジナルキャストで出演。アギトとG3が登場。アギトは最終的にトリニティフォームに変身する。
また、同作品の敵怪人アナザーライダーとしてアナザーアギトが登場。

### テレビスペシャル
『仮面ライダーアギトスペシャル 新たなる変身』
2001年10月1日（月曜日）放送。19時から19時54分までの54分番組。翔一が美杉家に引きとられる前、病院で翔一を診ていた国枝東（演 - 京本政樹<特別友情出演>）が登場。ビートルロード スカラベウス・フォルティス（声 - 宗矢樹頼）との戦いで翔一のシャイニングフォームへの覚醒を描くとともに、国枝東の息子国枝広樹（演 - 堀部寛十）が死の直前にアギトに覚醒していた事実が語られている。また、G4の強奪など劇場版へのつながりも示唆されている。
劇場版のクランクアップ前に急遽制作が決定し、劇場版スタッフの多くがスペシャルの制作へ移行している。
2017年に東映チャンネルにて放送された超解像版では、深海理沙やG4にまつわる部分などがカットされている。
スーツアクター
- 仮面ライダーアギト - 高岩成二

スタッフ
- 監督 - 田﨑竜太

『仮面ライダーG』
『SmaSTATION!!Presents SMAPがんばりますっ!!』内で放送された作品。仮面ライダーアギトが登場。

### 映画
『劇場版 仮面ライダーアギト PROJECT G4』（2001年9月22日公開）
本作品の単独作品。
『劇場版 超・仮面ライダー電王&ディケイド NEOジェネレーションズ 鬼ヶ島の戦艦』（2009年5月1日公開）
『仮面ライダー電王』と『仮面ライダーディケイド』をメインとしたクロスオーバー作品。G3が登場。
『劇場版 仮面ライダーディケイド オールライダー対大ショッカー』（2009年8月8日公開）
『仮面ライダーディケイド』の単独作品。津上翔一 / 仮面ライダーアギトが登場。翔一はオリジナルキャストの賀集利樹が演じているが、変身後のアギトの声はスケジュールの都合で声優が担当。
『オーズ・電王・オールライダー レッツゴー仮面ライダー』（2011年4月1日公開）
『仮面ライダーオーズ/OOO』と『仮面ライダー電王』をメインとしたクロスオーバー作品。仮面ライダーアギトとG3-Xとギルスとアンノウンが登場。
スーパーヒーロー大戦シリーズ
いずれも仮面ライダーシリーズとスーパー戦隊シリーズのクロスオーバー作品。
『仮面ライダー×スーパー戦隊 スーパーヒーロー大戦』（2012年4月21日公開）
仮面ライダーアギトとアンノウンが登場。
『平成ライダー対昭和ライダー 仮面ライダー大戦 feat.スーパー戦隊』（2014年3月29日公開）
仮面ライダーアギト（グランドフォーム、トリニティフォーム）が登場。
『スーパーヒーロー大戦GP 仮面ライダー3号』（2015年3月21日公開）
仮面ライダーアギト（グランドフォーム、バーニングフォーム）が登場。
『仮面ライダー×スーパー戦隊 超スーパーヒーロー大戦』（2017年3月25日公開）
仮面ライダーアギト（バーニングフォーム）が登場。
『仮面ライダー×仮面ライダー 鎧武&ウィザード 天下分け目の戦国MOVIE大合戦』（2013年12月14日公開）
『仮面ライダー鎧武/ガイム』と『仮面ライダーウィザード』のクロスオーバー作品。武神アギトが登場。
『劇場版 仮面ライダービルド Be The One』（2018年8月4日公開）
『仮面ライダービルド』の単独作品。仮面ライダーアギト（グランドフォーム）が登場。
『平成仮面ライダー20作記念 仮面ライダー平成ジェネレーションズ FOREVER』（2018年12月22日公開）
『仮面ライダージオウ』と『仮面ライダービルド』のクロスオーバー作品。賀集が声を演じる仮面ライダーアギト（グランドフォーム）が登場する。
『劇場版 仮面ライダージオウ Over Quartzer』（2019年7月26日公開）
『仮面ライダージオウ』の単独作品。仮面ライダーアギト（グランドフォーム、シャイニングフォーム）が登場。
『仮面ライダー 令和 ザ・ファースト・ジェネレーション』（2019年12月21日公開）
『仮面ライダージオウ』と『仮面ライダーゼロワン』をメインとしたクロスオーバー作品。仮面ライダーアギト（グランドフォーム）が登場。
『セイバー+ゼンカイジャー スーパーヒーロー戦記』(2021年7月22日公開。)
仮面ライダー50周年×スーパー戦隊45作品記念作品。仮面ライダーアギトが登場。
『仮面ライダー ビヨンド・ジェネレーションズ』（2021年12月17日公開）
『仮面ライダーリバイス』と『仮面ライダーセイバー』をメインとしたクロスオーバー作品。仮面ライダーアギト（グランドフォーム）が登場。

### Webドラマ
『仮面戦隊ゴライダー』
『仮面ライダー×スーパー戦隊 超スーパーヒーロー大戦』のスピンオフ作品。木野薫 / アナザーアギトが登場。

### 舞台
『MASKED RIDER LIVE&SHOW 〜十年祭〜』
仮面ライダーアギトと仮面ライダーG3が登場。

### オリジナルビデオ・オリジナルDVD
『仮面ライダーアギト 3大ライダー超決戦（バトル）ビデオ』
てれびくんの応募者全員サービスで配布されたVHS。初期編の総集編と新撮映像による3大ライダーとアンノウンとの戦いで構成される。
アンノウンに狙われるてれっピが翔一、氷川、涼を呼び出し、3大ライダーの活躍を振り返りながら、ボディーガードを決めるという全体的にコミカルな作風になっており、てれっピというてれびくんプラザのマスコットキャラクターが登場する。
また、フレイムセイバーを2刀流で使うダブルセイバースラッシュという必殺技や、各ライダーが技名を叫ぶなどといった独自の演出も見られる。
- 本作品用にてれっピの立体物が作成された。

キャスト
- 津上翔一 - 賀集利樹
- 氷川誠 - 要潤
- 葦原涼 - 友井雄亮
- てれっピの声 - 伊倉一恵

スーツアクター
- 仮面ライダーアギト - 高岩成二

スタッフ
- 音楽 - Ω Project
- 脚本 - 小林靖子
- 監督 - 鈴村展弘

『仮面ライダー龍騎ハイパーバトルビデオ 龍騎VS仮面ライダーアギト』
『仮面ライダー龍騎』のオリジナルビデオ。仮面ライダーアギトが登場。
『仮面ライダーディケイド 超アドベンチャーDVD 守れ！〈てれびくんの世界〉』
『仮面ライダーディケイド』のオリジナルDVD。仮面ライダーアギトが登場。

### ゲーム
『仮面ライダーアギト』
バンダイより2001年11月29日にPlayStation用の格闘アクションゲームとして発売。制作はKAZe。
システム的には前年に発売された『仮面ライダークウガ』のゲームに準じている。同作品より、仮面ライダーの格闘ゲームでは同キャラ対戦が不可能となった。
ストーリーモードは、メインの3ライダーそれぞれを主役にしたものが1本ずつ用意されている。また、G3の武器をカスタマイズしたり、他のプレイヤーがカスタマイズしたG3と対戦したりといったことができるようになっている。
アナザーアギトは同作品には登場せず、また登場キャラクターの一人であるG4も声を一切発しない。
『仮面ライダー 正義の系譜』
2003年11月27日に機種はPlayStation 2用のコンピュータゲームとして発売。アギトとギルスが登場。テレビシリーズと同様、賀集が津上翔一/アギトの声を担当。詳細はリンク先を参照。

### コミカライズ
- てれびくん（かとうひろし）

2001年2月号 - 2002年1月号連載。
- てれコロコミック（坂井孝行）

G3-X VS 機動装備G2
2001年9月号増刊掲載。
G3以前に開発されたバイク型マシン「G2」が登場する。後述の『PROJECT G1』でも機動装備として説明されている。
決戦!!3大ライダーVS超ロード
2002年1月号増刊掲載。
エルロードのひとり「大地のエル」が登場する。

### 小説
『小説 仮面ライダーアギト』
著 - 岡村直宏、監修 - 井上敏樹
講談社（講談社キャラクター文庫）刊、2013年1月30日発売。ISBN 978-4-06-314852-7
テレビシリーズをベースに再構築したオリジナル小説で、「あかつき号事件」が「あかつき村事件」に変わっており、アギトやアンノウンの設定など細かい部分の相違も多いが、翔一や真魚を始めとする登場人物の人物像は概ね共通している。
あらすじ
高位のアンノウン・アギトは超能力者の隠れ里・あかつき村の村人たちを虐殺していた。アギトは偶然村にやって来た沢木哲也に襲いかかるも、彼が発展した「他者を光の球と化して自身に取り込む」という謎の力によって取り込まれる。取り込まれたアギトは抵抗するが、哲也の記憶と引き換えに一時的に封印され、哲也が「津上翔一」という新たな自分とアンノウンであるアギトの姿に変身する能力を手に入れることになる。翔一が記憶を取り戻すと同時に体内のアギトも目覚めかけるが、真魚の力を借りて完全に封印し、アギトの能力を全て使用可能になる。
『S.I.C. HERO SAGA』
著 - 早瀬マサト
「MASKED RIDER AGITΩ EDITION -HEAVEN'S DOOR-」
雑誌掲載時のみ、『仮面ライダー555』と同一の世界であるかのような描写も盛り込まれていた。
「MASKED RIDER AGITΩ EDITION -PROJECT G1-」
「MASKED RIDER GILLS -仮面ライダーになってしまった男-」

### CS放送・ネット配信
CS放送
- 東映チャンネル…2005年2月 - 8月（「石ノ森章太郎劇場」枠）、2007年3月 - 6月（「アンコールアワー」枠）、2017年2月 - （「石ノ森章太郎劇場」枠、超解像度版）
- テレ朝チャンネル1 - 2009年 - 2010年
- ファミリー劇場…2010年8月（先行集中放送）、2011年 - 2012年

ネット配信
- 東映特撮YouTube Official…2011年8月1日 - 2012年1月22日、2016年1月15日 - 7月15日、2021年3月13日 - 2021年9月11日
- 東映特撮ニコニコおふぃしゃる…2021年11月7日 - 2022年10月23日